# 訃報 2024年4月
訃報 2024年4月（ふほう 2024ねん4がつ）では、2024年4月に物故した、又は物故が報じられた人物についてまとめる。

## 1日 - 15日

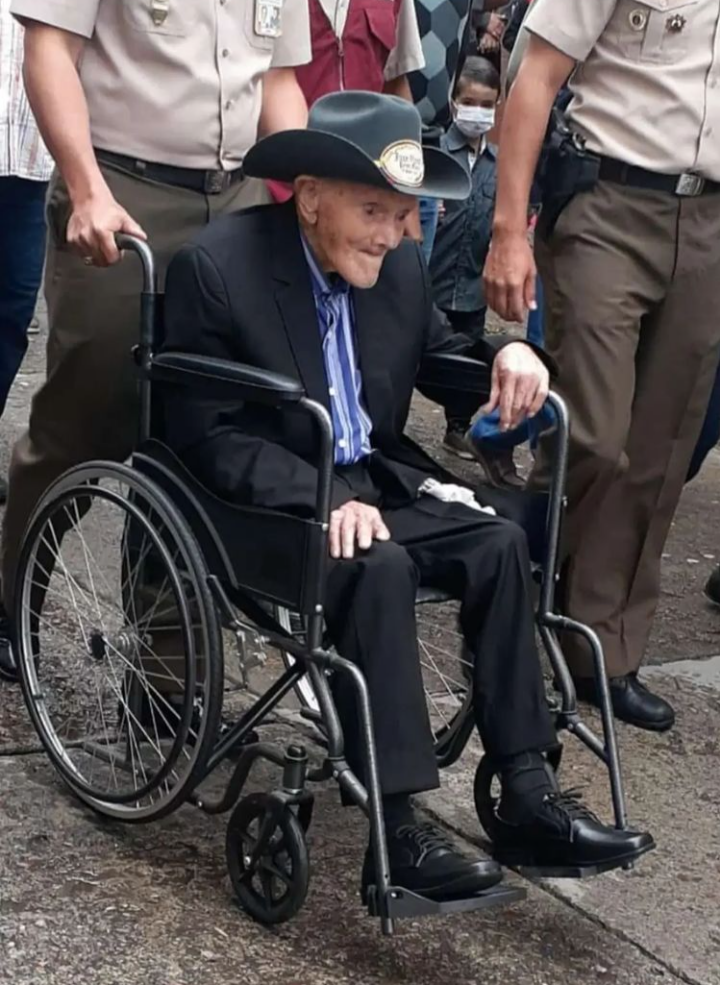
フアン・ビセンテ・ペレス・モラ／4月2日没

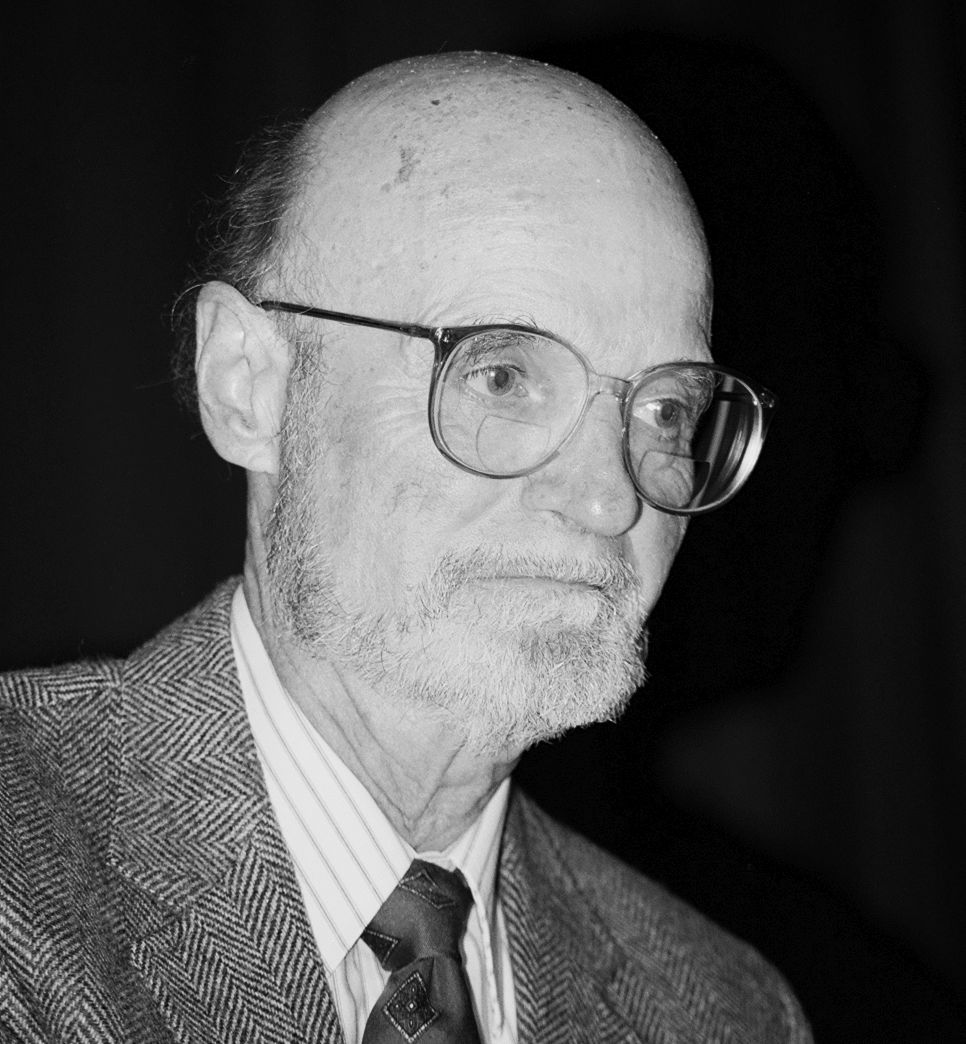
ジョン・バース／4月2日没

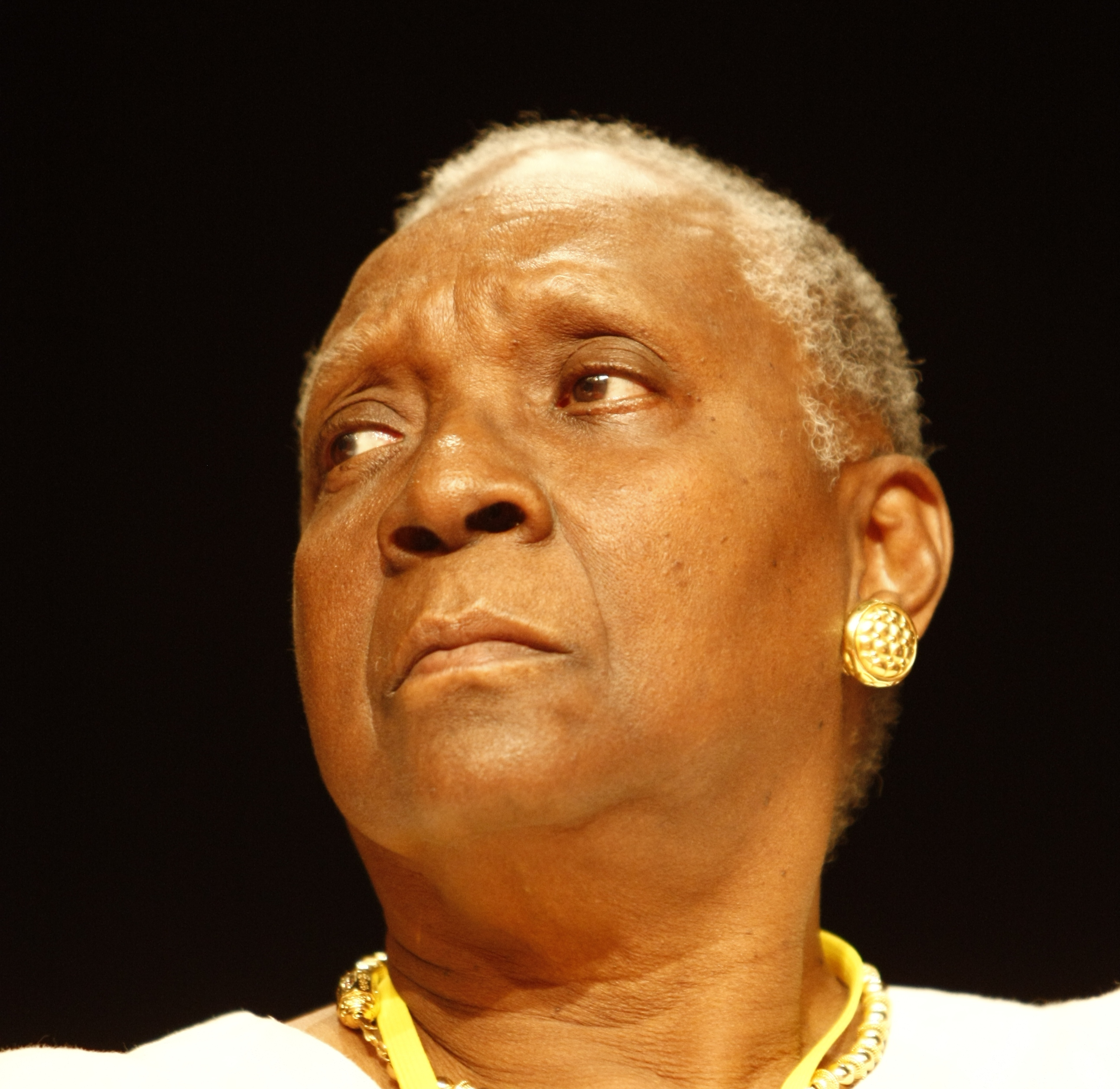
マリーズ・コンデ／4月2日没

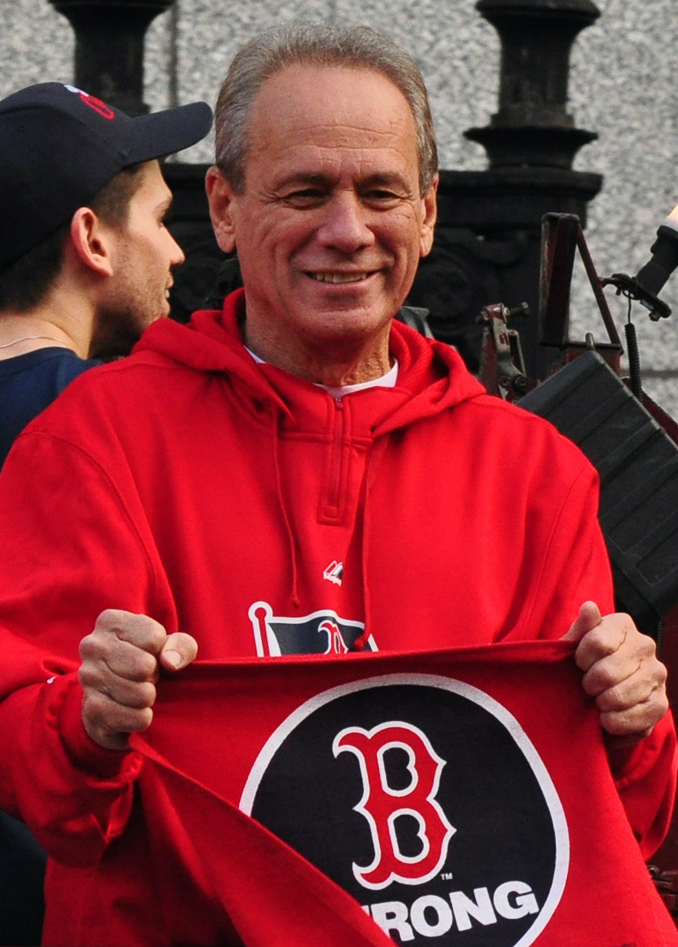
ラリー・ルキーノ／4月2日没

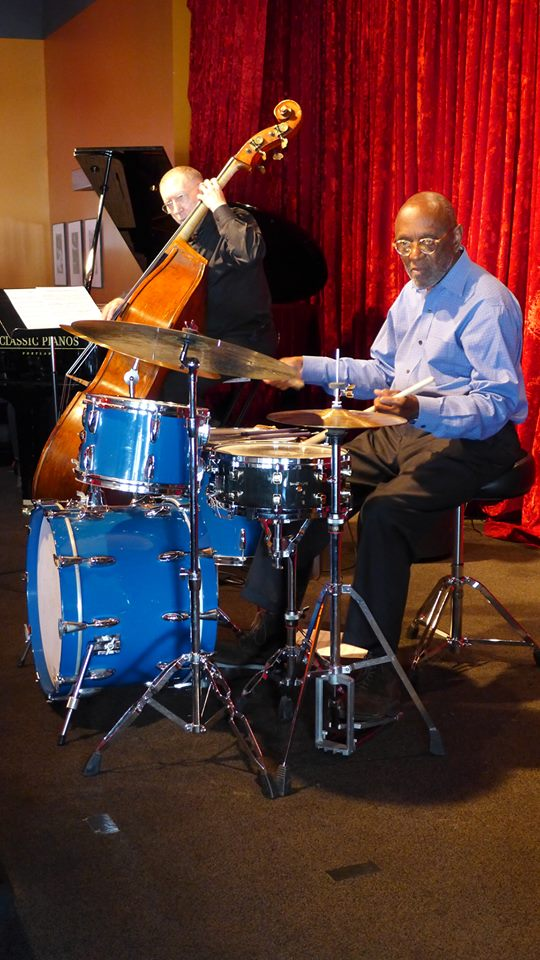
アルバート・ヒース（手前）／4月3日没

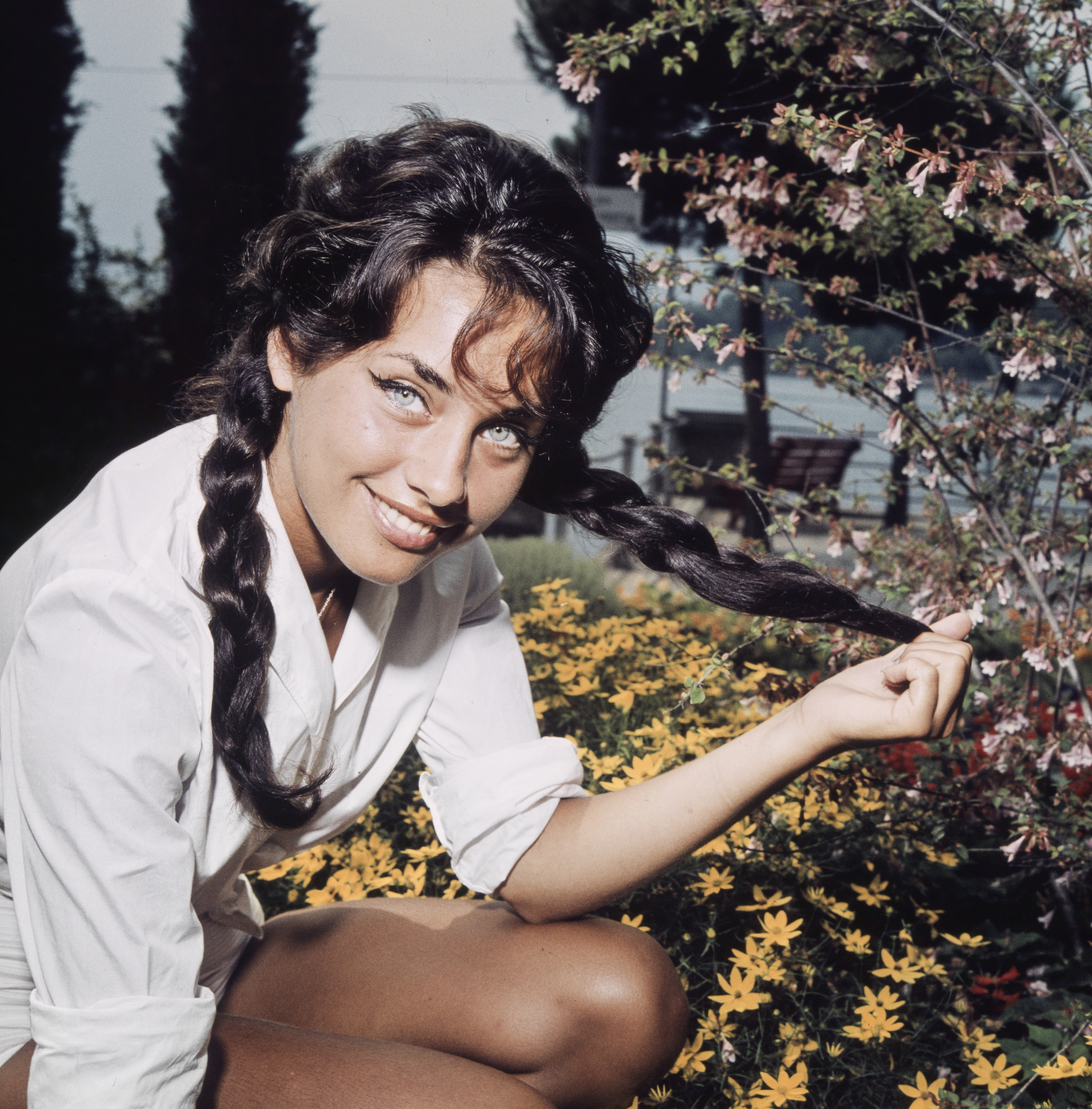
ヴェラ・チェコワ／4月3日没

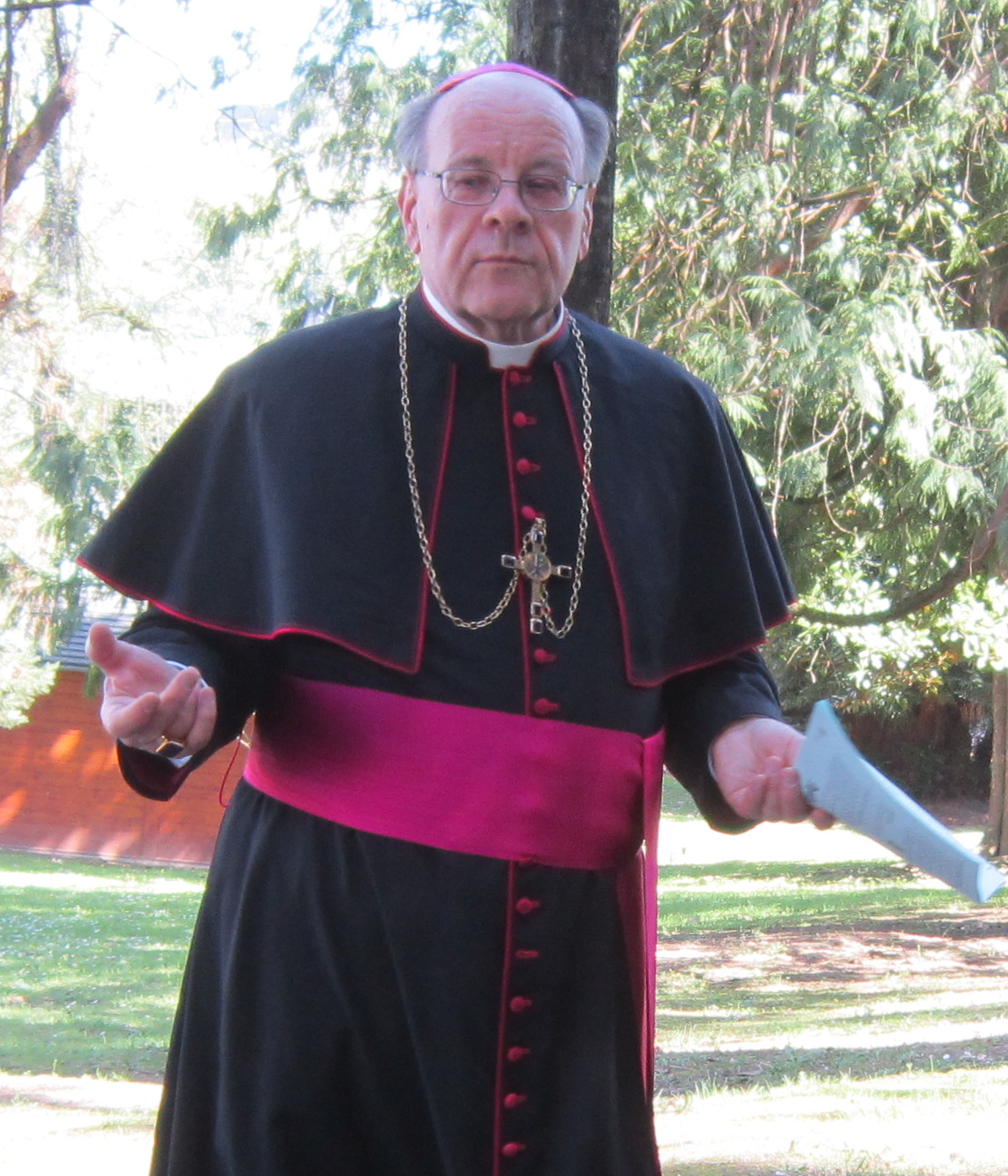
ヴィトゥス・フオンダー／4月3日没

カレヴィ・キヴィニエミ／4月3日没

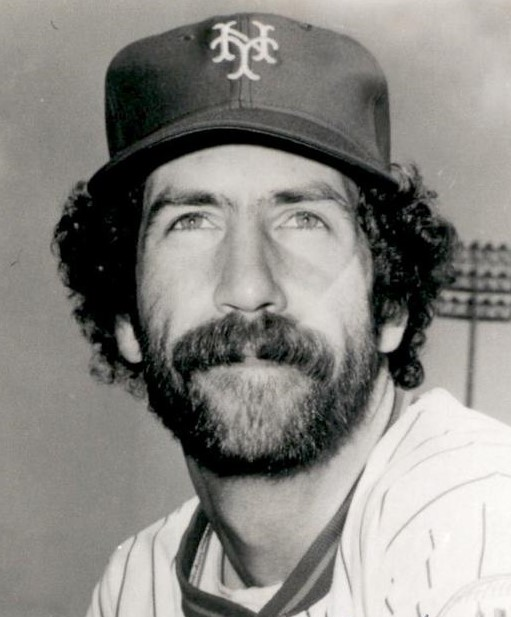
パット・ザクリー／4月4日没

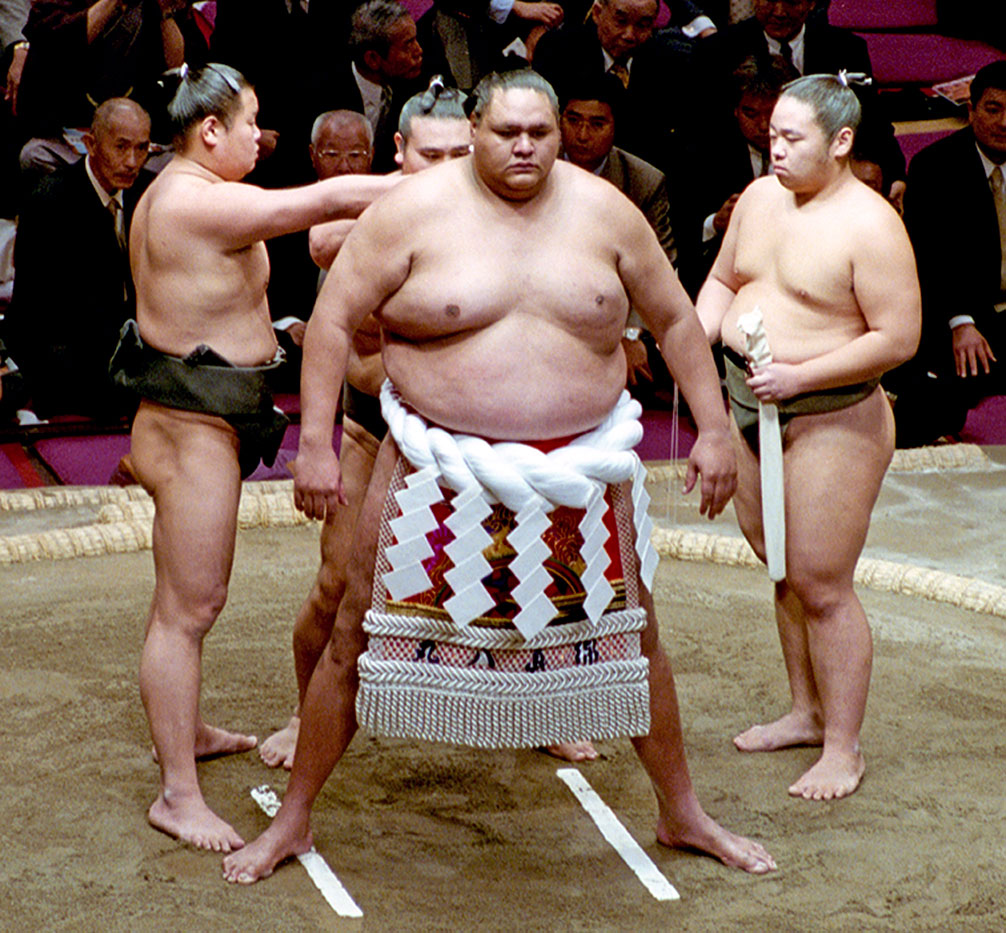
曙太郎／4月6日没

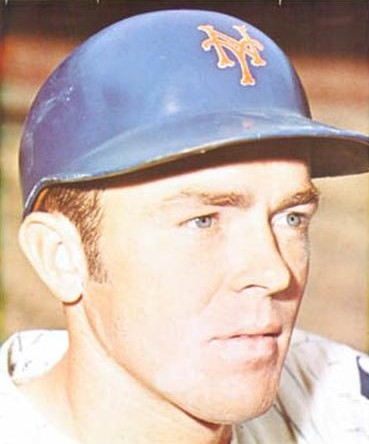
ジェリー・グロート／4月7日没

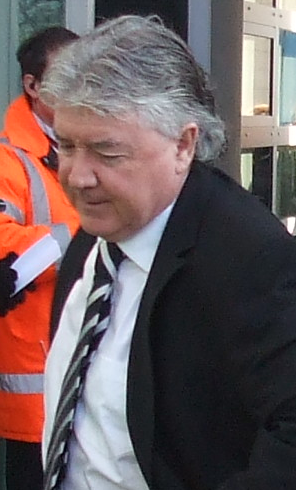
ジョー・キニアー／4月7日没

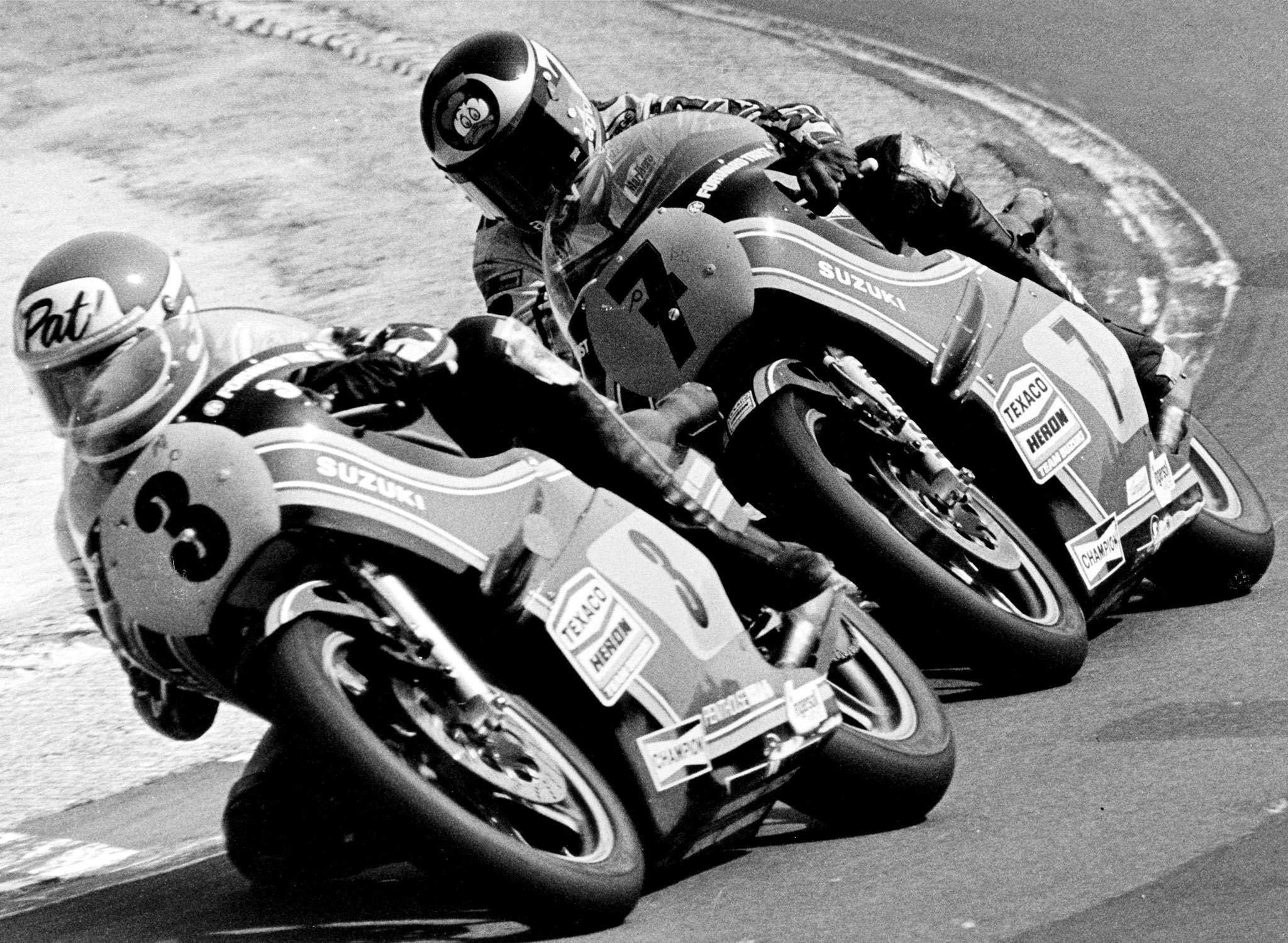
パット・ヘネン（左）／4月7日没

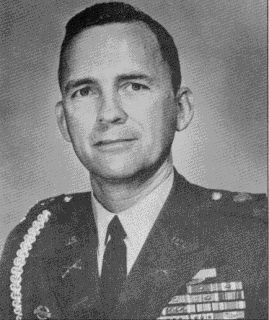
ラルフ・パケット／4月8日没

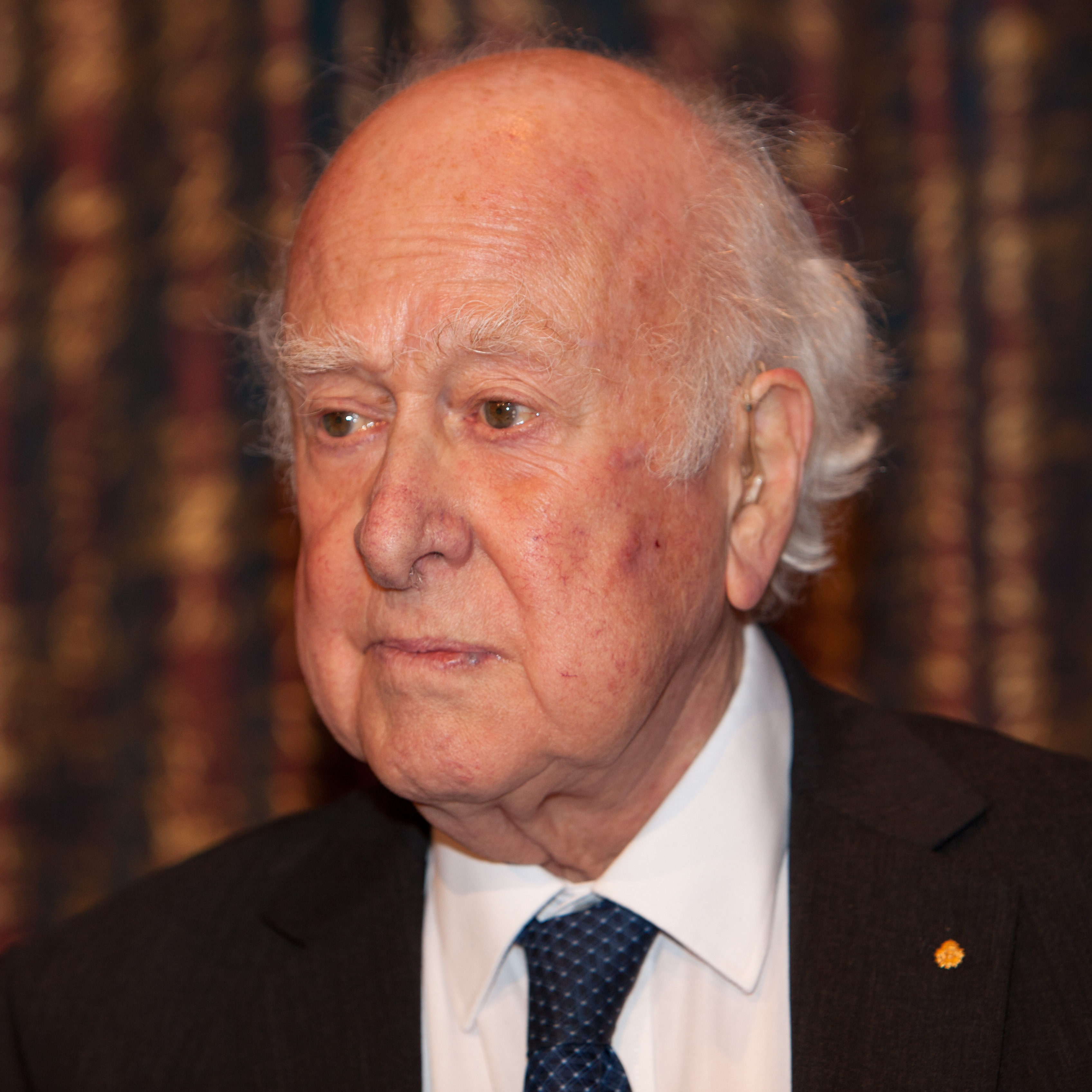
ピーター・ヒッグス／4月8日没

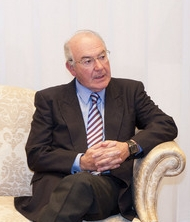
ホセ・アントニオ・アルダンサ／4月8日没

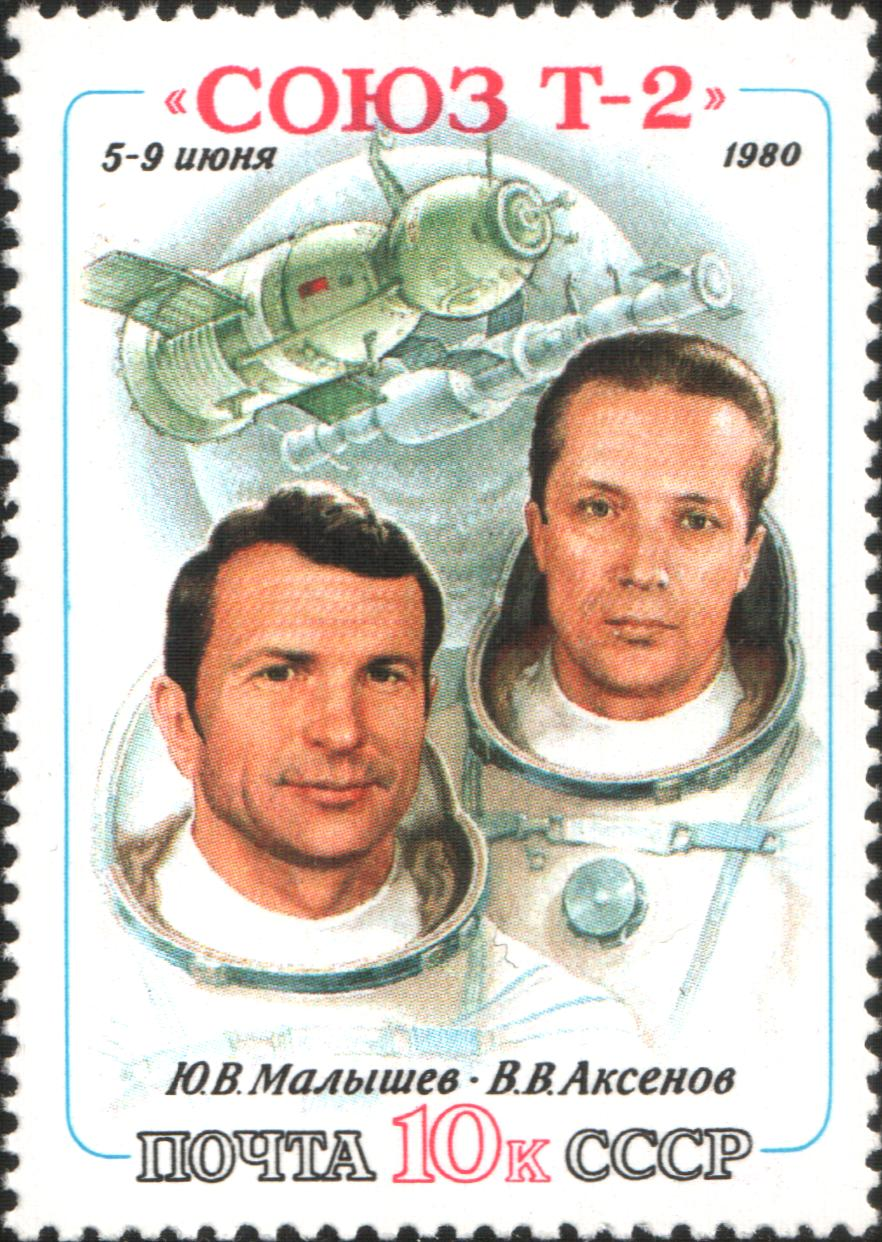
ウラジーミル・アクショーノフ（右）／4月9日没（訃報発表日）

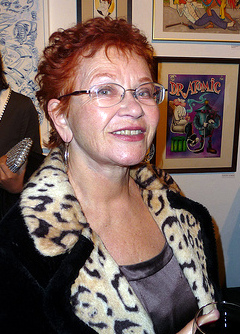
トリナ・ロビンス／4月10日没

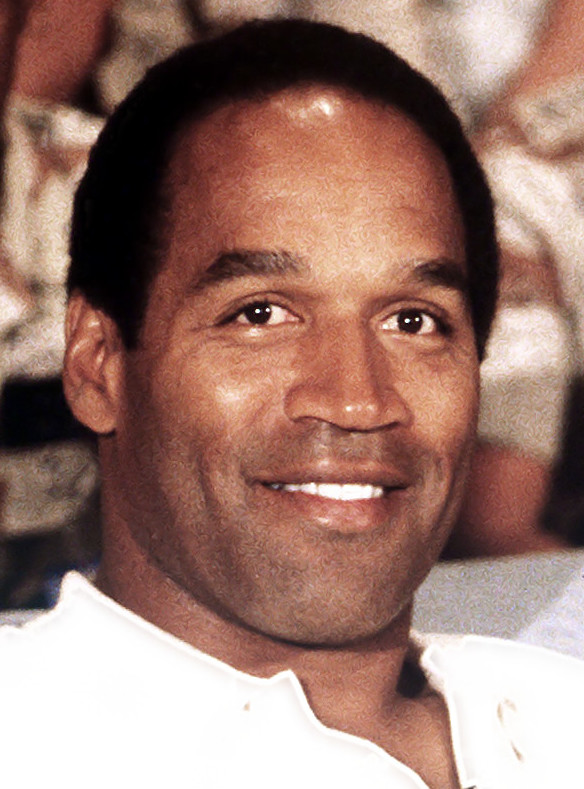
O・J・シンプソン／4月10日没

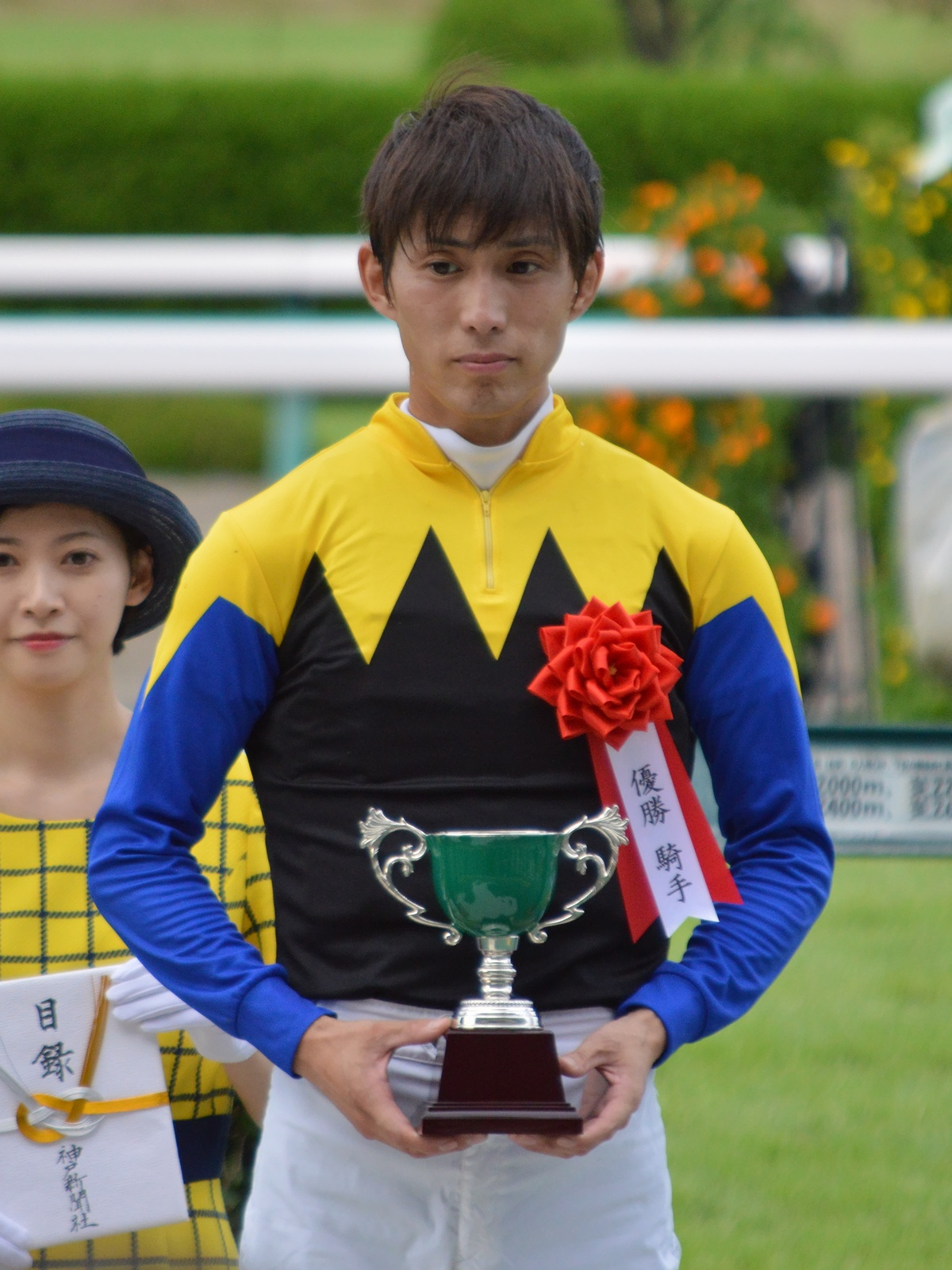
藤岡康太／4月10日没

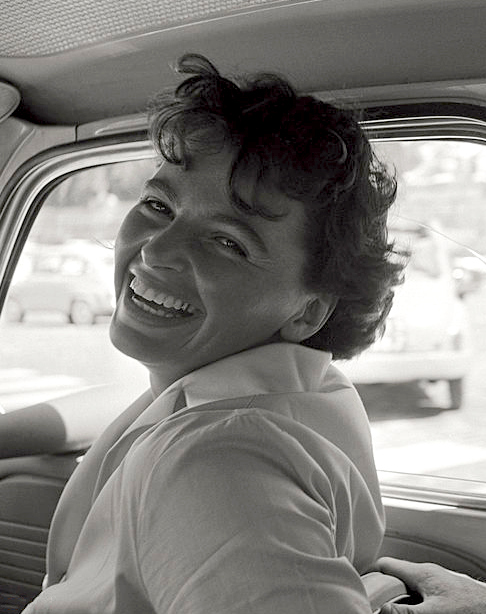
オルガ・フィコトワー／4月12日没

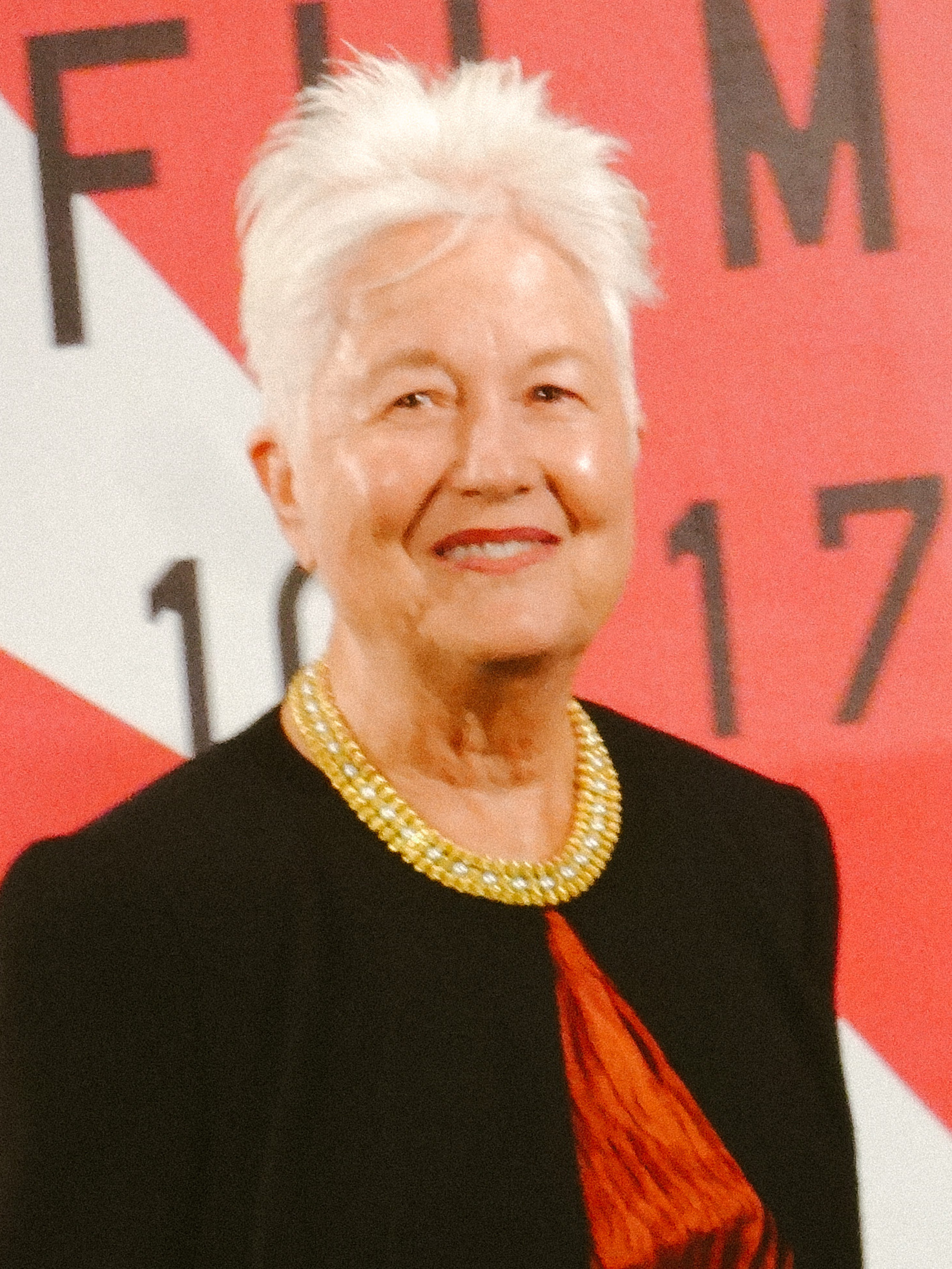
エレノア・コッポラ／4月12日没

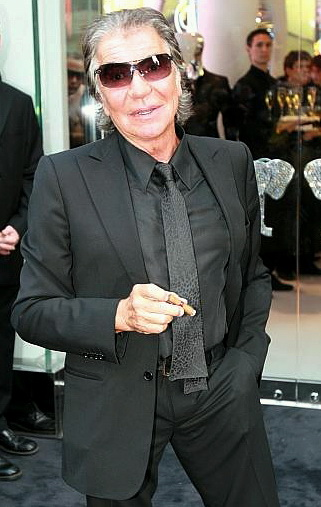
ロベルト・カヴァリ／4月12日没

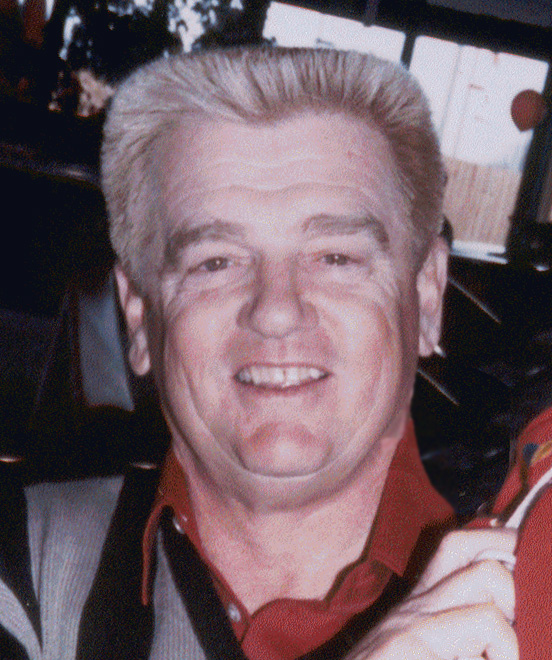
ホワイティ・ハーゾグ／4月15日没

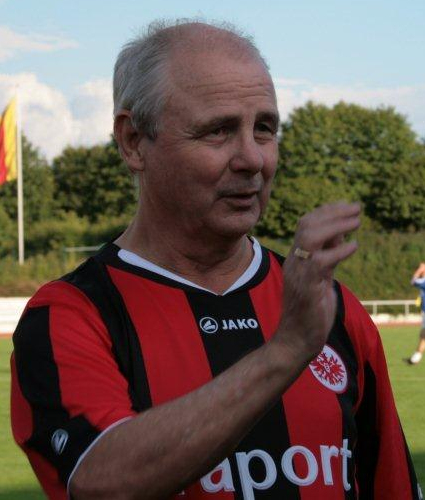
ベルント・ヘルツェンバイン／4月15日没

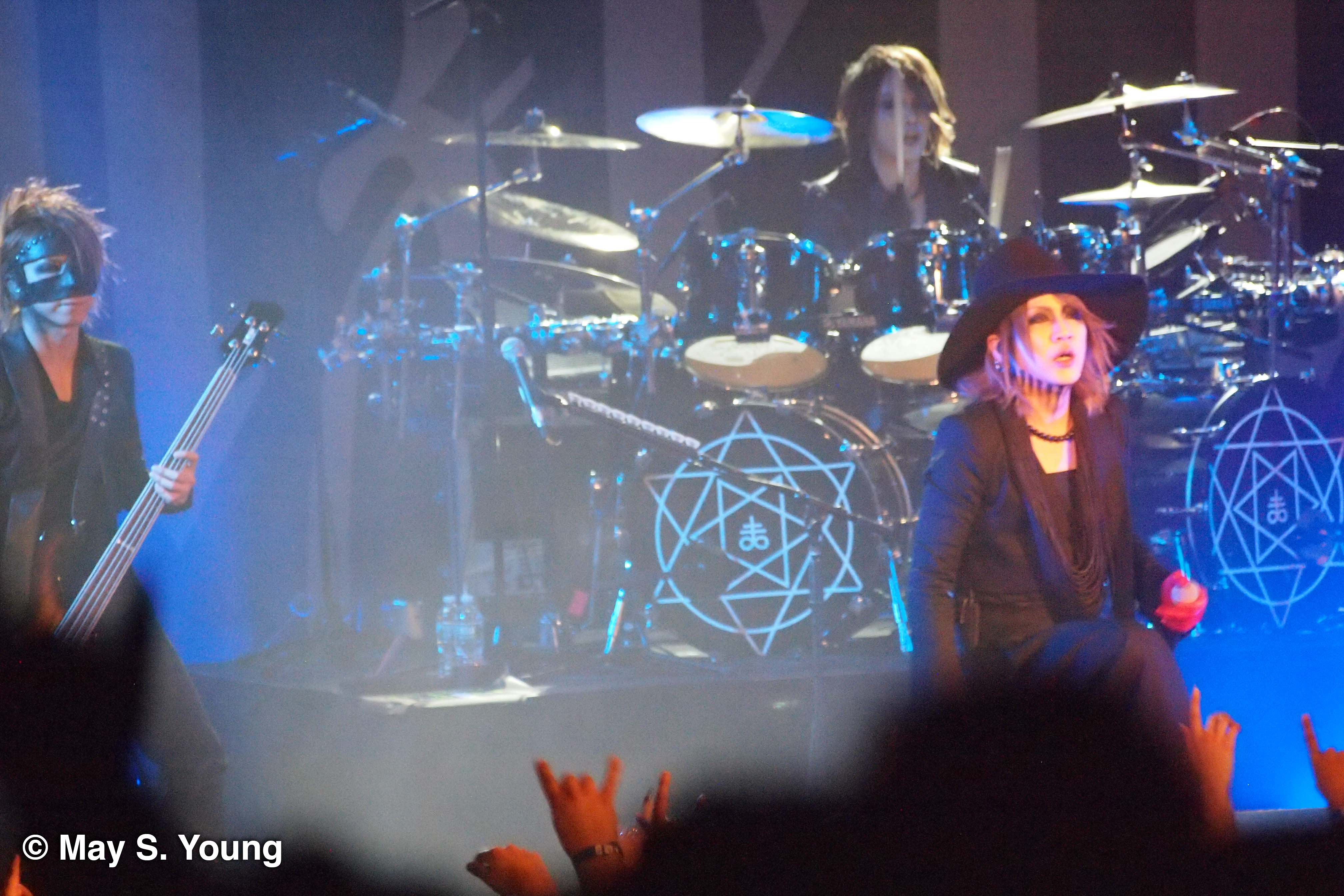
REITA（左）／4月15日没

- 4月1日 - ルー・コンター（英語版）、アメリカ合衆国の元海軍軍人、アメリカ海軍少佐、真珠湾攻撃における戦艦アリゾナ搭乗員の最後の存命者（* 1921年）[1]
- 4月1日 - サミー・ミハエル（英語版）、イラク出身のイスラエルの作家（* 1926年）[2]
- 4月1日 - 中野掔司、日本の政治家、元青森県鶴田町長（* 1929年）[3]
- 4月1日 - アウレリ・アルジェミ（カタルーニャ語版）、スペインのカトリック教会の修道士、カタルーニャ独立運動家、CIEMEN（スペイン語版）創設者・名誉会長（* 1936年）[4]
- 4月1日 - ジョー・フラハティ（英語版）、アメリカ合衆国の俳優（* 1941年）[5]
- 4月1日 - 安田源、日本の高分子化学者、広島大学名誉教授（* 1941年）[6]
- 4月1日 - 大熊徹、日本の国語教育学者、東京学芸大学名誉教授（* 1948年）[7]
- 4月1日 - モハマド・レザー・ザヘディ（英語版）、イランの軍人、イスラム革命防衛隊准将、ゴドス軍レバノン方面軍司令官（* 1960年）[8]
- 4月1日 - エド・ピスカー（英語版）、アメリカ合衆国の漫画家（* 1982年）[9][10]
- 4月1日（遺体発見日） - ボンタエ・デービス（英語版）、アメリカ合衆国の元アメリカンフットボール選手【インディアナポリス・コルツなどに所属】（* 1988年）[11]
- 4月2日 - フアン・ビセンテ・ペレス・モラ、ベネズエラのスーパーセンテナリアン（* 1909年）[12]
- 4月2日 - 張力雄（中国語版）、中華人民共和国の軍人、政治家、中国人民解放軍少将、元全国人民代表大会代表（* 1913年）[13]
- 4月2日 - ヴェリコ・ブライーチ（英語版）、ユーゴスラビア、クロアチア、モンテネグロの映画監督（* 1928年）[14]
- 4月2日 - 飯田勧、日本の実業家、オーケー創業者・会長（* 1928年）[15]
- 4月2日 - ジョン・バース、アメリカ合衆国の作家（* 1930年）[16]
- 4月2日 - タチアナ・コニュホワ（英語版）、ソビエト連邦、ロシアの女優（* 1931年）[17]
- 4月2日 - マリーズ・コンデ、フランスの作家（* 1934年）[18]
- 4月2日 - ジョン・シンクレア（英語版）、アメリカ合衆国の詩人、政治活動家（* 1941年）[19]
- 4月2日 - 張照堂（中国語版）、台湾の写真家、映画監督（* 1943年）[20]
- 4月2日 - ラリー・ルキーノ、アメリカ合衆国の弁護士、元ボストン・レッドソックス会長・CEO（* 1945年）[21]
- 4月2日 - イェラン・ハグベリ（英語版）、スウェーデンの元プロサッカー選手、元同国代表（* 1947年）[22]
- 4月2日 - クリストファー・デュラング、アメリカ合衆国の劇作家（* 1949年）[23]
- 4月2日 - 横内正昭、日本の実業家、ワニブックス代表取締役社長（* 1951年）[24]
- 4月2日 - 井波純、日本の漆芸家、会津大学短期大学部教授（* 1959年）[25]
- 4月2日 - ケヴィン・バティスト（英語版）、アメリカ合衆国の元プロ野球選手（* 1966年）[26]
- 4月3日 - 三浦久、日本の政治家、弁護士、元衆議院議員【日本共産党所属】（* 1931年）[27]
- 4月3日 - 磯野可一、日本の医学者、元千葉大学学長（* 1932年）[28]
- 4月3日 - アルバート・ヒース、アメリカ合衆国のジャズ・ドラマー（* 1935年）[29]
- 4月3日 - 西元徹也、日本の陸上自衛官、第20代統合幕僚会議議長、第23代陸上幕僚長、元防衛大臣補佐官（* 1936年）[30]
- 4月3日 - ガエタノ・ペッシェ（英語版）、イタリアの建築家、デザイナー（* 1939年）[31]
- 4月3日 - ヴェラ・チェコワ、ドイツの女優、ディレクター（* 1940年）[32]
- 4月3日 - ヴィトゥス・フオンダー、スイスのカトリック教会の聖職者（* 1942年）[33]
- 4月3日 - 小原實、日本のレーザー工学者、慶應義塾大学名誉教授（* 1947年）[34]
- 4月3日 - ミュラー・シャーンドル（英語版）、ハンガリーの元プロサッカー選手、元同国代表（* 1948年）[35]
- 4月3日 - ソン・ミンヒョン（朝鮮語版）、大韓民国の俳優（* 1954年）[36]
- 4月3日 - カレヴィ・キヴィニエミ、フィンランドのコンサート・オルガン奏者（* 1958年）[37]
- 4月3日（訃報発表日） - ナイジェル・ボストン（英語版）、アメリカ合衆国の数学者、元ウィスコンシン大学マディソン校教授（* 1961年）[38]
- 4月3日 - エイドリアン・シラー（英語版）、イギリスの俳優（* 1964年）[39]
- 4月3日 - ルーク・フルール（英語版）、南アフリカ共和国のプロサッカー選手、元同国U-23代表（* 2000年）[40]
- 4月3日 - ステファノ・ケルキ（英語版）、イタリアの騎手（* 2001年）[41]
- 4月4日 - リン・リード・バンクス、イギリスの作家（* 1929年）[42]
- 4月4日 - 大畑栄一、日本の実業家、アイ・テック会長（* 1929年）[43]
- 4月4日 - ブルース・ケスラー（英語版）、アメリカ合衆国の映画監督、テレビディレクター、船長、元レーシングドライバー（* 1936年）[44]
- 4月4日 - 横山禎徳、日本の経営コンサルタント、社会システムデザイナー、県立広島大学大学院経営管理研究科長（* 1942年）[45]
- 4月4日 - パット・ザクリー、アメリカ合衆国の元プロ野球選手【シンシナティ・レッズ、ニューヨーク・メッツなどに所属】（* 1952年）[46]
- 4月4日 - グレアム・ネイスミス（英語版）、イギリスのギタリスト、元「ペイル・セインツ」のメンバー（* 1967年?）[47]
- 4月4日 - アブー・マーリヤー・アル＝カフターニー（英語版）、イラク出身のシリアの反政府武装組織指導者、元アル＝ヌスラ戦線アミール（司令官）、元宗教警察（* 1976年）[48]
- 4月5日 - アフメド・ファトヒー・ソルール（英語版）、エジプトの政治家、元人民議会（英語版）議長（* 1932年）[49]
- 4月5日 - トニー・パラーモ（英語版）、アメリカ合衆国の修道女、教育者、セラピスト、元プロ野球選手（* 1933年）[50]
- 4月5日 - 李炳天（朝鮮語版）、大韓民国の植物学者（* 1953年）[51]
- 4月5日 - マハメド・ディオヌ（英語版）、セネガルの政治家、元首相（* 1959年）[52]
- 4月5日 - C・J・スネア（英語版）、アメリカ合衆国の歌手、「ファイアーハウス」のメンバー（* 1959年）[53]
- 4月5日 - 久保田信之、日本の競馬調教師【特別区競馬組合所属】（* 1966年）[54]
- 4月6日 - ジラウド（英語版）、ブラジルの作家、画家（* 1932年）[55]
- 4月6日（訃報発表日） - エルネスト・ゴメス・クルス（英語版）、メキシコの俳優（* 1933年）[56]
- 4月6日 - ジョゼフ・ブレナン（英語版）、アメリカ合衆国の政治家、元メイン州知事、元下院議員（* 1934年）[57]
- 4月6日 - 木下善之、日本の政治家、元和歌山県橋本市長、元和歌山県議会議員、元橋本市議会議員（* 1935年）[58]
- 4月6日 - 清水康行、日本の日本語学者、日本女子大学名誉教授（* 1952年）[59]
- 4月6日 - ディン・Q・レ、ベトナムの現代美術家（* 1968年）[60]
- 4月6日 - 曙太郎、アメリカ合衆国出身の元大相撲力士【第64代横綱】、元プロレスラー【全日本プロレス、王道所属】、元総合格闘家（* 1969年）[61][62]
- 4月6日 - アデジュモケ・アデルンム（英語版）、ナイジェリアの女優（* 1987年）[63]
- 4月7日 - 頼實正弘、日本の化学工学者、広島大学名誉教授（* 1919年）[64]
- 4月7日 - ジョン・アレン・フレイザー（英語版）、カナダの政治家、元庶民院議員・議長、元漁業相・環境相（* 1931年）[65][66]
- 4月7日 - 浅岡久俊、日本の医学者、新潟大学名誉教授（* 1931年?）[67]
- 4月7日 - 池田早苗、日本の分析化学者、徳島大学名誉教授（* 1934年）[68]
- 4月7日 - クラレンス・"フロッグマン"・ヘンリー、アメリカ合衆国の歌手（* 1937年）[69]
- 4月7日 - ジェリー・グロート、アメリカ合衆国の元プロ野球選手【ニューヨーク・メッツなどに所属】（* 1942年）[70]
- 4月7日 - ジョー・キニアー、アイルランドの元プロサッカー選手、指導者、元同国代表（* 1946年）[71]
- 4月7日 - 三遊亭若圓歌、日本の落語家（* 1946年）[72]
- 4月7日 - 金亨泰（朝鮮語版）、大韓民国の政治家、元国会議員（* 1952年）[73]
- 4月7日 - パット・ヘネン、アメリカ合衆国の元オートバイレーサー（* 1953年）[74]
- 4月7日 - リッキー・パーキー、アメリカ合衆国の元プロボクサー（* 1956年）[75]
- 4月7日 - ミヒャエル・ボーダー（英語版）、ドイツの指揮者（* 1958年）[76]
- 4月7日 - ワリード・ダッカ（英語版）、パレスチナの作家、イスラエルによる服役囚（* 1961年）[77]
- 4月7日 - ロリー&ジョージ・シャッペル（英語版）、アメリカ合衆国の結合双生児（* 1961年）[78]
- 4月7日 - 亀川千代、日本のベーシスト、元ロックバンド「ゆらゆら帝国」のメンバー（* 1969年）[79]
- 4月8日 - クリスティアーヌ・スクリヴネー（英語版）、フランスの政治家、元欧州議会議員（* 1925年）[80]
- 4月8日 - ラルフ・パケット、アメリカ合衆国の元陸軍軍人、アメリカ陸軍大佐（* 1926年）[81]
- 4月8日 - 宗田理、日本の作家（* 1928年）[82]
- 4月8日 - ピーター・ヒッグス、イギリスの物理学者、2013年ノーベル物理学賞受賞者（* 1929年）[83]
- 4月8日 - 磯谷智生、日本の実業家、元豊田自動織機製作所社長（* 1929年）[84]
- 4月8日 - 谷口克、日本の免疫学者、千葉大学名誉教授、理化学研究所名誉研究員（* 1940年）[85]
- 4月8日 - ホセ・アントニオ・アルダンサ、スペインの政治家、元レンダカリ（* 1941年）[86]
- 4月8日 - ヤーク・ガブリエルス（英語版）、ベルギーの政治家、元代議院議員、元フランデレン地域議会（英語版）議員、元ブレー市長（* 1943年）[87]
- 4月8日 - リンディータ・アフメティ（アルバニア語版、マケドニア語版）、北マケドニアの詩人（* 1973年）[88]
- 4月8日（訃報発表日） - アレクセイ・ツァテヴィッチ（英語版）、ロシアの元ロードサイクリスト（* 1989年）[89]
- 4月9日 - ハイメ・デ・アルミニャン（英語版）、スペインの映画監督、劇作家、小説家、脚本家（* 1927年）[90]
- 4月9日 - 秋山信子、日本の人形作家、人間国宝（* 1928年）[91]
- 4月9日 - トニー・モーガン（英語版）、イギリスの実業家、元セーリング選手、1964年オリンピック銀メダリスト（* 1931年）[92]
- 4月9日 - 屋山太郎、日本の政治評論家（* 1932年）[93]
- 4月9日（訃報発表日） - ウラジーミル・アクショーノフ、ソビエト連邦の宇宙飛行士、ソ連邦英雄（* 1935年）[94]
- 4月9日 - 竹下敏昭、日本の実業家、竹下製菓会長（* 1938年）[95]
- 4月9日 - ヤギヤスオ（八木康夫）、日本のイラストレーター（* 1949年）[96]
- 4月9日 - 元木泰雄、日本の歴史学者、京都大学名誉教授（* 1954年）[97]
- 4月9日 - パオロ・ピニンファリーナ（英語版）、イタリアのカーデザイナー、実業家、ピニンファリーナ会長（* 1958年）[98]
- 4月10日 - 松尾和子、日本の弁護士、元日本商標協会会長（* 1929年）[99]
- 4月10日 - トリナ・ロビンス、アメリカ合衆国の漫画家（* 1938年）[100]
- 4月10日 - テッド・トールマン（英語版）、イギリスのF1チーム代表、トールマンの創設者（* 1938年）[101]
- 4月10日 - デイヴィッド・グッドスタイン（英語版）、アメリカ合衆国の物理学者、元カリフォルニア工科大学副学長（* 1939年）[102]
- 4月10日 - 島崎暉久、日本のドイツ文学者、福井大学名誉教授（* 1940年）[103]
- 4月10日 - O・J・シンプソン、アメリカ合衆国の元アメリカンフットボール選手【バッファロー・ビルズなどに所属】、俳優（* 1947年）[104]
- 4月10日 - ミスター・シー（英語版）、アメリカ合衆国のDJ（* 1966年）[105]
- 4月10日 - 藤岡康太、日本の騎手【日本中央競馬会所属】（* 1988年）[106]
- 4月11日 - 澤田和夫、日本のカトリック教会の聖職者、カトリック東京大司教区神父（* 1919年）[107]
- 4月11日 - ベルナール・ボードゥー（英語版）、フランスのフェンシング選手、1956年オリンピック銀メダリスト（* 1928年）[108]
- 4月11日 - クヌート・エングガールト（英語版）、デンマークの政治家、元国防相・北欧協力相・経済相・内務相・エネルギー相、元フォルケティング議員（* 1929年）[109]
- 4月11日 - 村松康雄、日本の俳優、声優（* 1933年）[110]
- 4月11日 - ペーター・フルデ（英語版）、ドイツの物理学者、マックス・プランク複雑系物理学研究所（英語版）創設ディレクター（* 1936年）[111]
- 4月11日 - 佐々木謙二、日本の実業家、元ニッパツ代表取締役会長、元横浜商工会議所会頭（* 1938年）[112]
- 4月11日 - アンナ＝グレタ・レイヨン（英語版）、スウェーデンの政治家、元司法相・雇用相・移民性平等相、元リクスダーゲン議員（* 1939年）[113]
- 4月11日 - サン村田、日本のイラストレーター、画家、デザイナー、ジャズ・ヴァイオリニスト（* 1940年）[114]
- 4月11日 - アントン・フレシャール（英語版）、チェコスロバキア、スロバキアの元プロサッカー選手、元チェコスロバキア代表（* 1944年）[115]
- 4月11日 - 新里昌弘（スペイン語版）、日本出身のブラジルの空手家（* 1950年）[116]
- 4月11日 - 植木繁晴、日本の元サッカー選手、指導者、元同国代表（* 1954年）[117][118]
- 4月11日 - パク・ボラム（朝鮮語版）、大韓民国の歌手（* 1994年）[119][120]
- 4月12日 - ロバート・マクニール（英語版）、カナダ出身のアメリカ合衆国のニュースキャスター、ジャーナリスト（* 1931年）[121]
- 4月12日 - オルガ・フィコトワー、チェコスロバキア、アメリカ合衆国の円盤投選手、1956年オリンピック金メダリスト（* 1932年）[122]
- 4月12日 - 笹山晴生、日本の歴史学者、東京大学名誉教授（* 1932年）[123]
- 4月12日 - エレノア・コッポラ、アメリカ合衆国の映画監督、映画製作者（* 1936年）[124]
- 4月12日 - 佐川満男、日本の歌手、俳優（* 1939年）[125]
- 4月12日 - 鄭城鎮（朝鮮語版）、大韓民国の政治家、元検察官、元法務部長官、元国民大学校総長（* 1940年）[126]
- 4月12日 - ロベルト・カヴァリ、イタリアのファッションデザイナー（* 1940年）[127]
- 4月12日 - 葵わか葉、日本の浪曲師（* 1941年?）[128]
- 4月12日 - ルーベン・ダグラス（英語版）、アメリカ合衆国、パナマの元プロバスケットボール選手、元パナマ代表（* 1979年）[129]
- 4月12日（訃報発表日） - ルーシー・リマー（英語版）、イギリスのボーカル、「ザ・フォール」の元メンバー（* 生年不明）[130]
- 4月13日 - フェイス・リングゴールド（英語版）、アメリカ合衆国の芸術家（* 1930年）[131]
- 4月13日 - 川越孝洋、日本の政治家、元衆議院議員【民主党所属】（* 1943年）[132]
- 4月13日（訃報発表日） - パウリーノ・モンサルベ（英語版）、スペインの元フィールドホッケー選手、1980年オリンピック銀メダリスト（* 1958年）[133]
- 4月13日 - ステファニー・スパークス（英語版）、アメリカ合衆国のゴルファー、放送関係者、ザ・ゴルフ・チャンネルのパーソナリティ（* 1973年）[134]
- 4月13日 - ヨアンナ・ドヴォラコフスカ（英語版）、ポーランドのチェスプレーヤー（* 1978年）[135]
- 4月14日 - 早崎博、日本の実業家、銀行家、元住友信託銀行社長（* 1931年）[136]
- 4月14日 - 十文字一夫、日本の教育者、学校法人十文字学園理事長（* 1936年）[137]
- 4月14日 - 全世権（朝鮮語版）、大韓民国の演出家（* 1939年）[138]
- 4月14日 - ケン・ホルツマン（英語版）、アメリカ合衆国の元プロ野球選手【シカゴ・カブス、オークランド・アスレチックスなどに所属】（* 1945年）[139]
- 4月14日 - 中山徹、日本のプロゴルファー（* 1946年）[140]
- 4月14日（訃報発表日） - ルチアーノ・スシャーニ（英語版）、ユーゴスラビア、クロアチアの元短距離走・中距離走選手、政治家、元サボル議員（* 1948年）[141]
- 4月14日（遺体発見日） - ラッセル・ベントリー（英語版）、アメリカ合衆国の親露派政治活動家、義勇兵、ジャーナリスト、元YouTuber（* 1960年）[142]
- 4月14日（訃報発表日） - トニー・ジョーンズ（英語版）、アメリカ合衆国のプロレスラー（* 1971年）[143]
- 4月14日 - 大塚由美、日本の漫画家（* 生年不明）[144]
- 4月15日 - ヨシップ・マノリッチ（英語版）、ユーゴスラビア、クロアチアの政治家、元クロアチア首相、元州議院議長（* 1920年）[145]
- 4月15日 - ホワイティ・ハーゾグ、アメリカ合衆国の元プロ野球選手、指導者【カンザスシティ・ロイヤルズ、セントルイス・カージナルスほか監督】（* 1931年）[146]
- 4月15日 - ペドロ・ルビアーノ・サエンス（英語版）、コロンビアのカトリック教会の聖職者、枢機卿、元ボゴタ大司教、元カリ大司教（* 1932年）[147]
- 4月15日 - 潘亨植（朝鮮語版）、大韓民国の政治家、元国会議員（* 1935年）[148]
- 4月15日 - 板宮清治、日本の歌人、農家（* 1935年）[149]
- 4月15日 - プーチ・タヴァレス（英語版）、アメリカ合衆国の歌手、「タヴァレス」のメンバー（* 1942年）[150]
- 4月15日 - 二代目京山幸枝司、日本の浪曲師、公益社団法人浪曲親友協会理事（* 1946年）[151]
- 4月15日 - ベルント・ヘルツェンバイン、ドイツの元プロサッカー選手、元西ドイツ代表（* 1946年）[152]
- 4月15日 - 大場康宣、日本の政治家、元東京都議会議員（* 1947年）[153]
- 4月15日 - ムンシフ・エル＝ハッダーウィー（英語版）、モロッコの元プロサッカー選手、元同国代表（* 1964年）[154]
- 4月15日 - 関貴昭、日本の俳優、声優（* 1969年）[155]
- 4月15日 - REITA、日本のベーシスト、ヴィジュアル系ロックバンド「the GazettE」のメンバー（* 1981年）[156]
- 4月15日 - ノブオ・ミケランジェロ・タカノ、日本出身のブラジルの写真家（* 生年不明）[157]
- 4月15日 - 山崎義治、日本の俳優（* 生年不明）[158]。

## 16日 - 30日

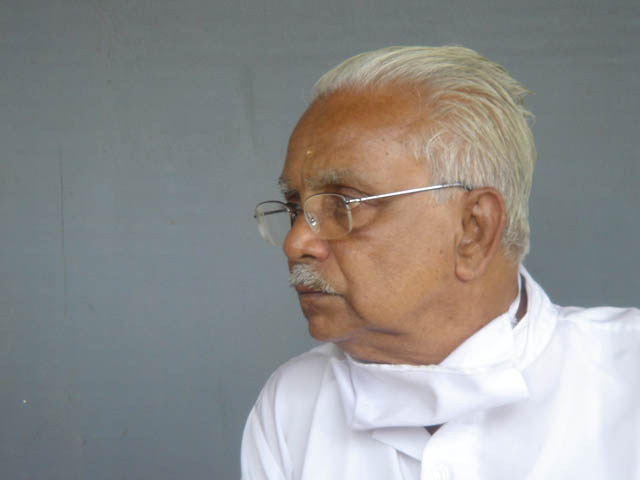
A・T・アリヤラトネ／4月16日没

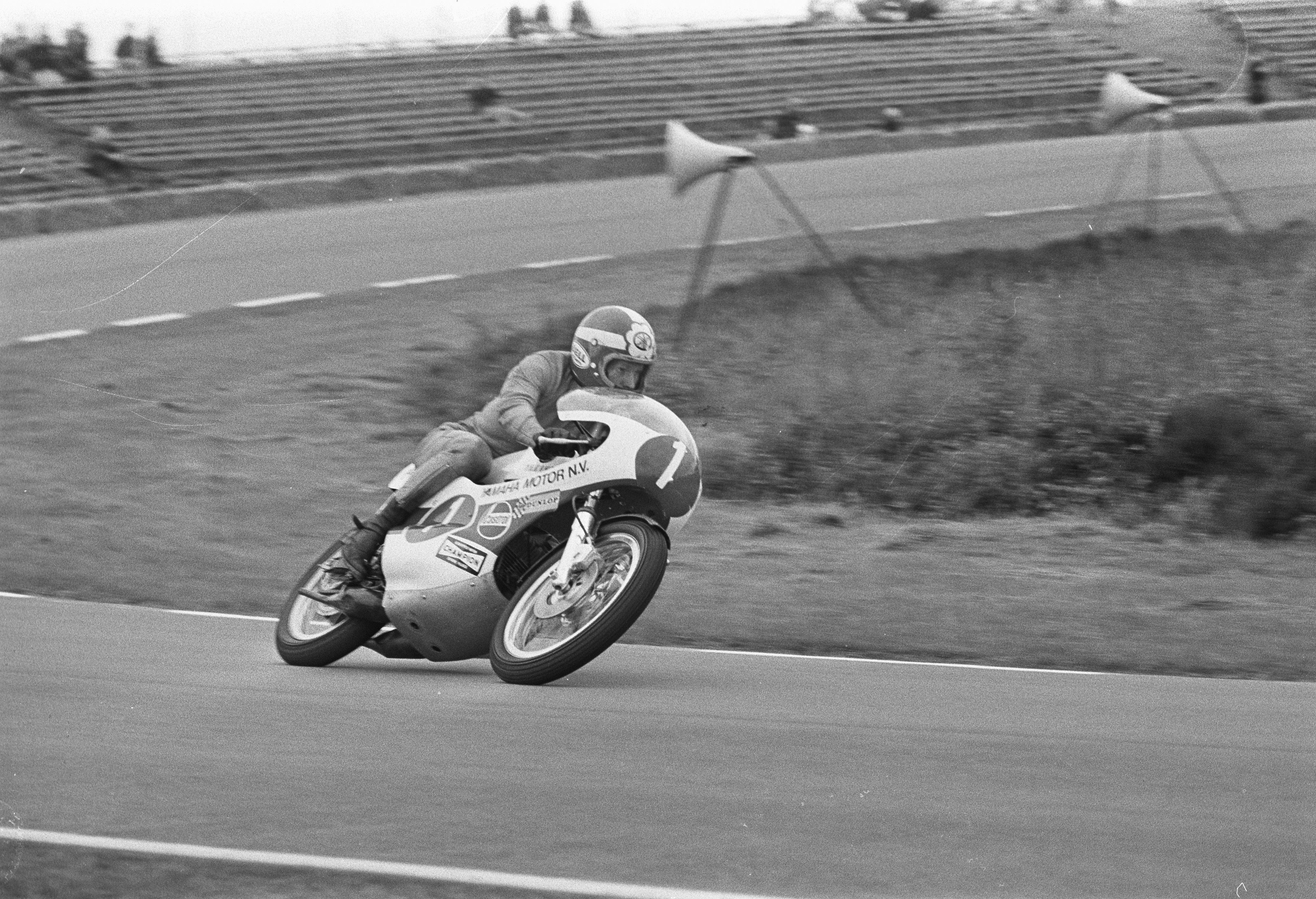
ロドニー・グールド／4月16日没

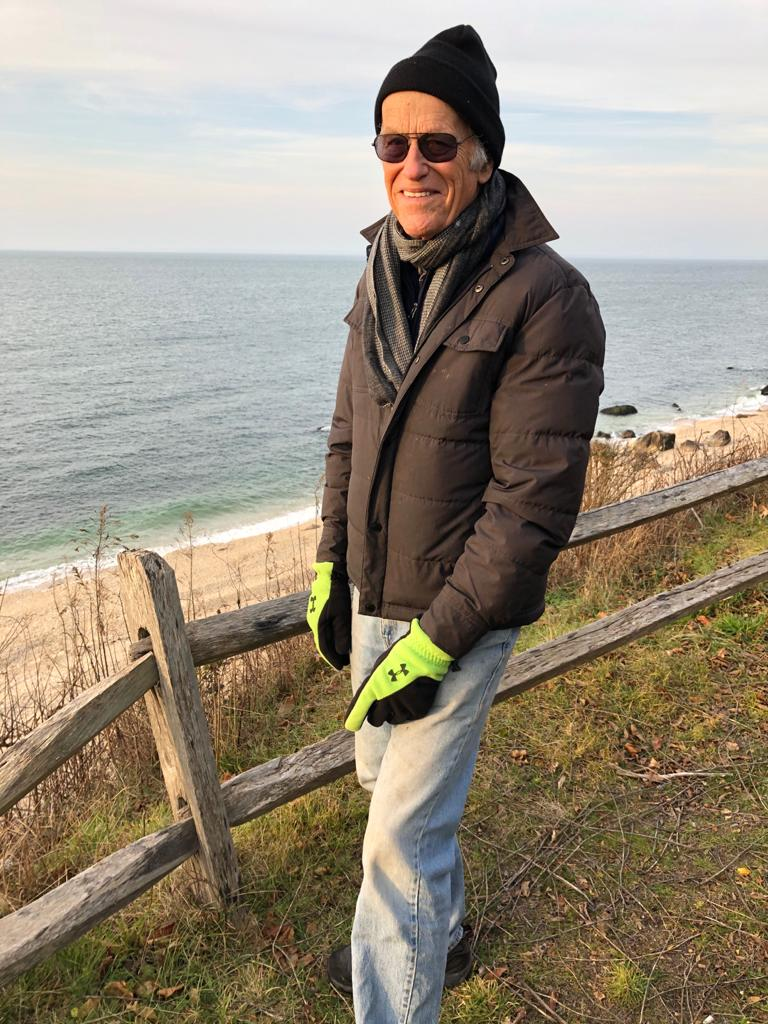
ロバート・オクスナム／4月18日没

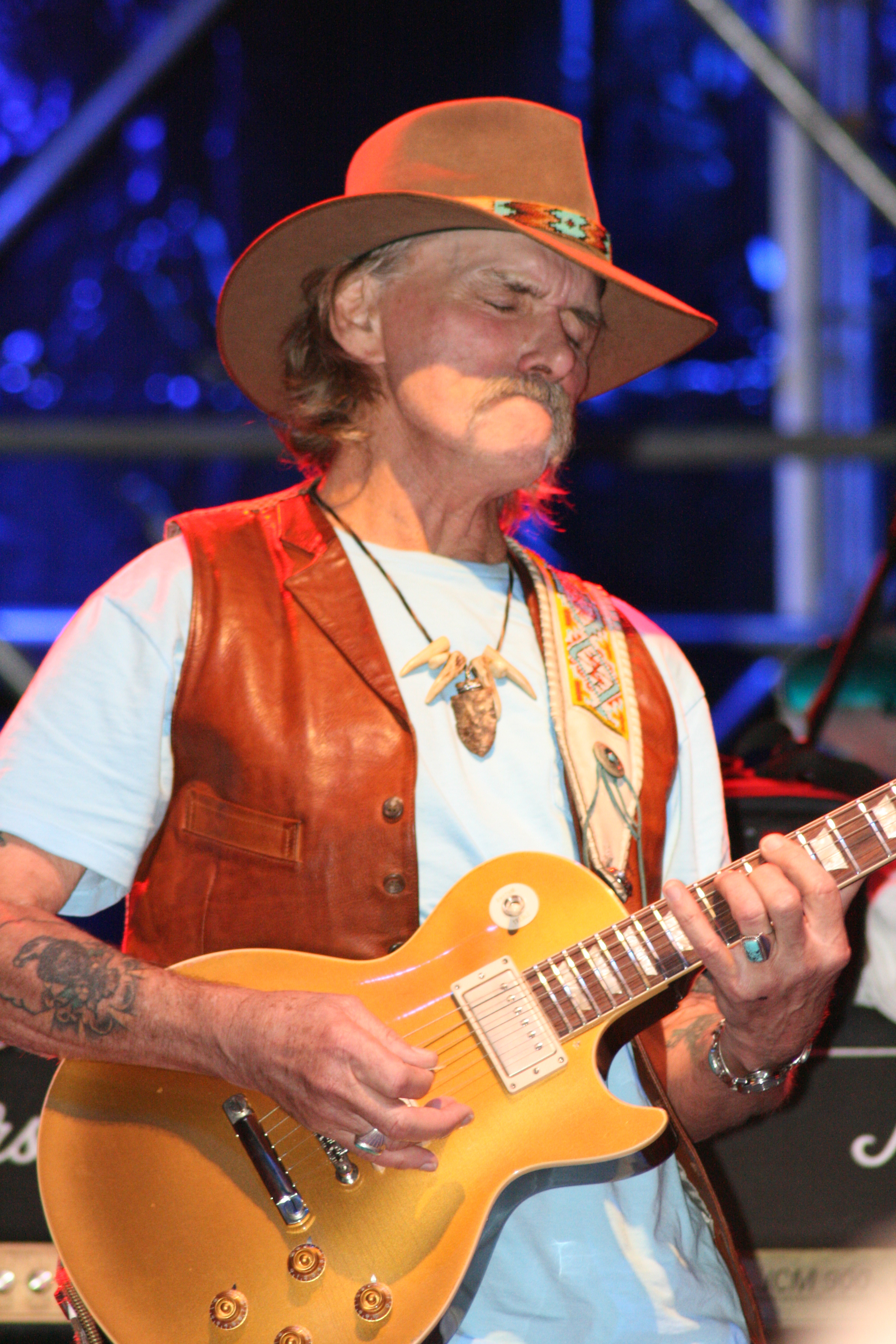
ディッキー・ベッツ／4月18日没

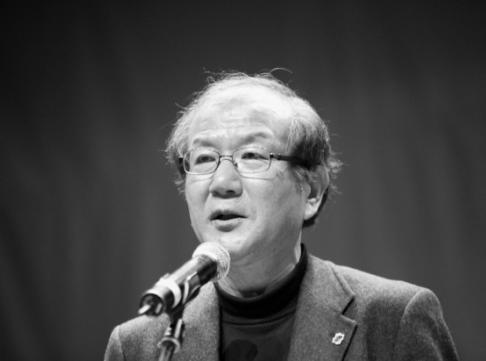
洪世和／4月18日没

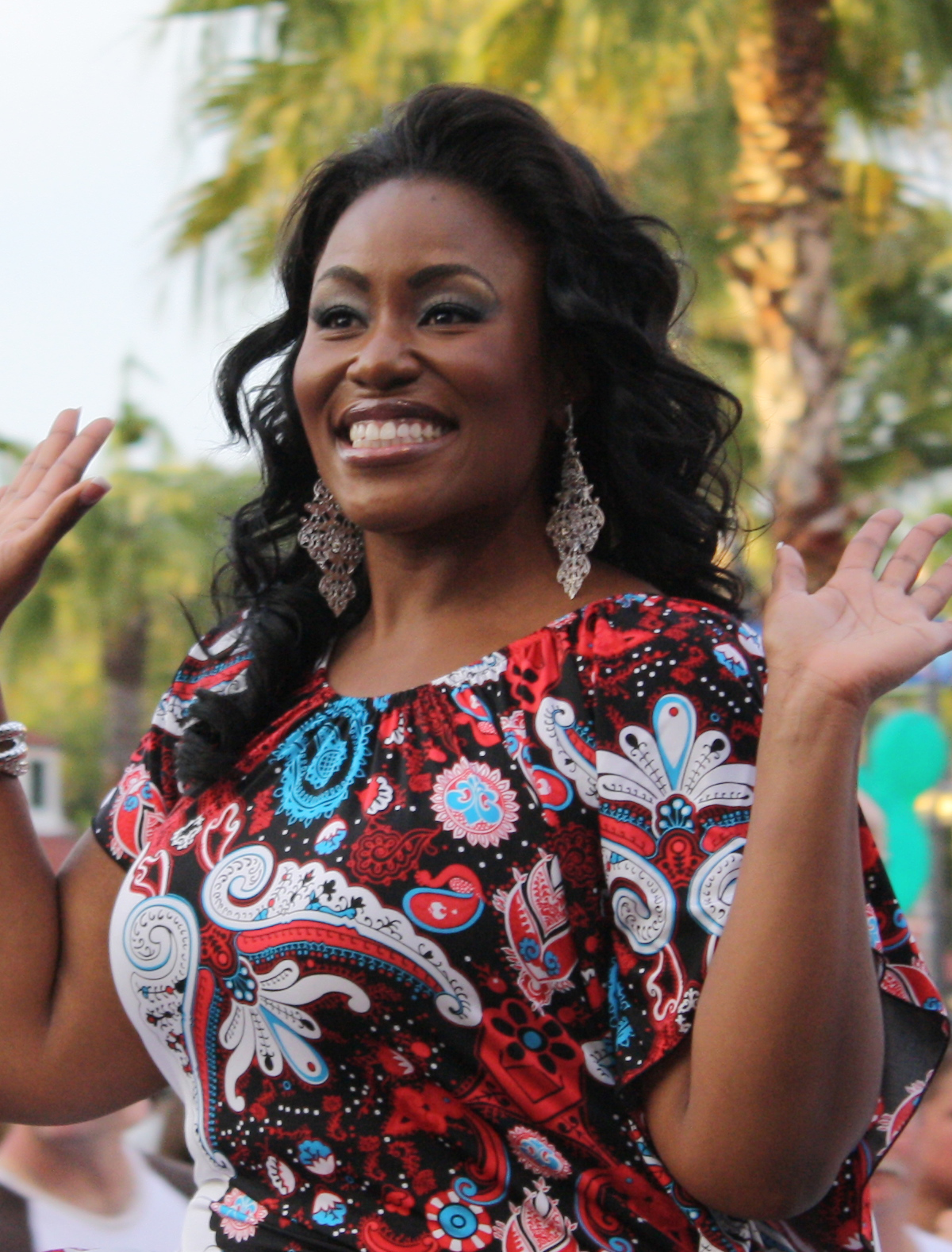
マンディーサ／4月18日没

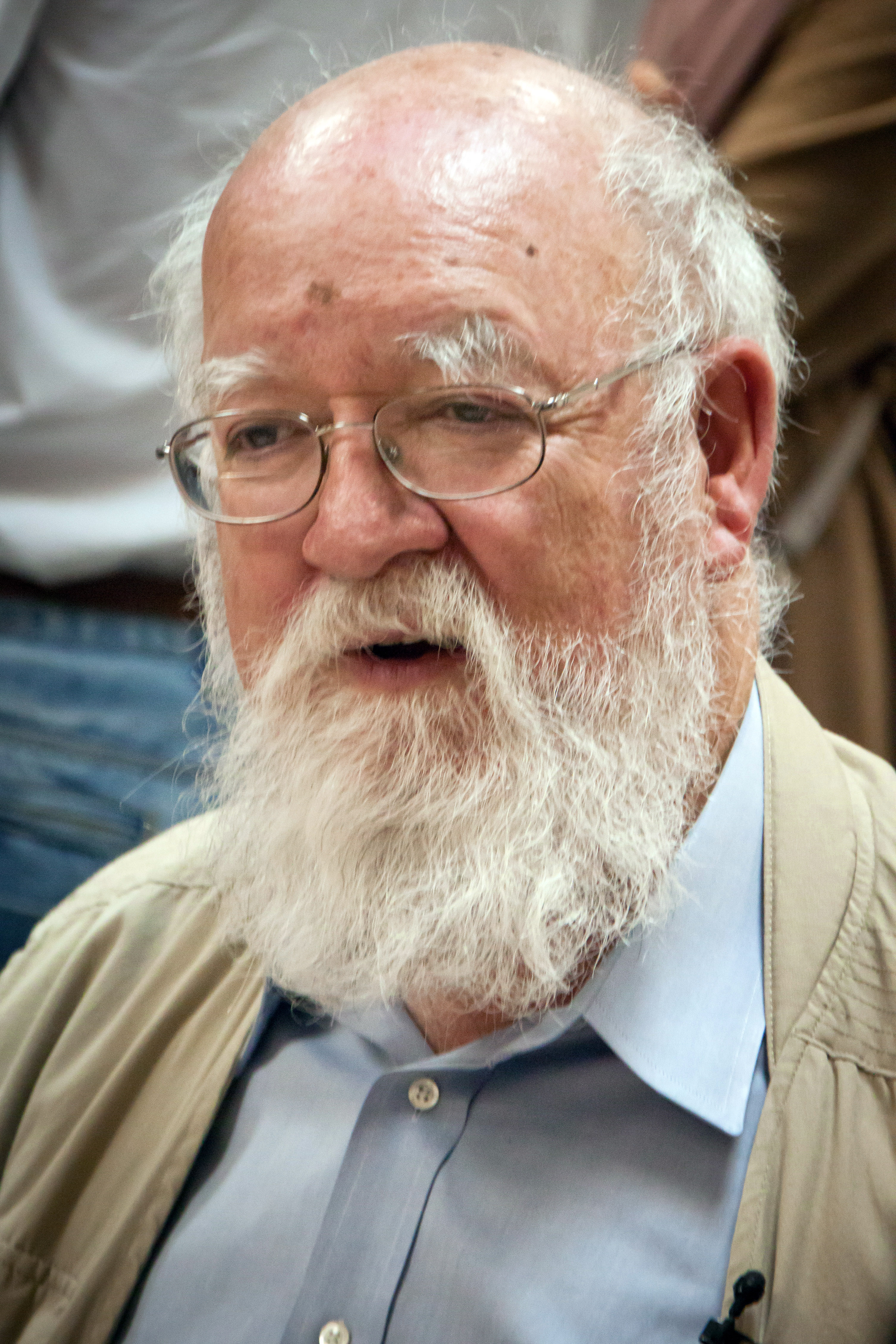
ダニエル・デネット／4月19日没

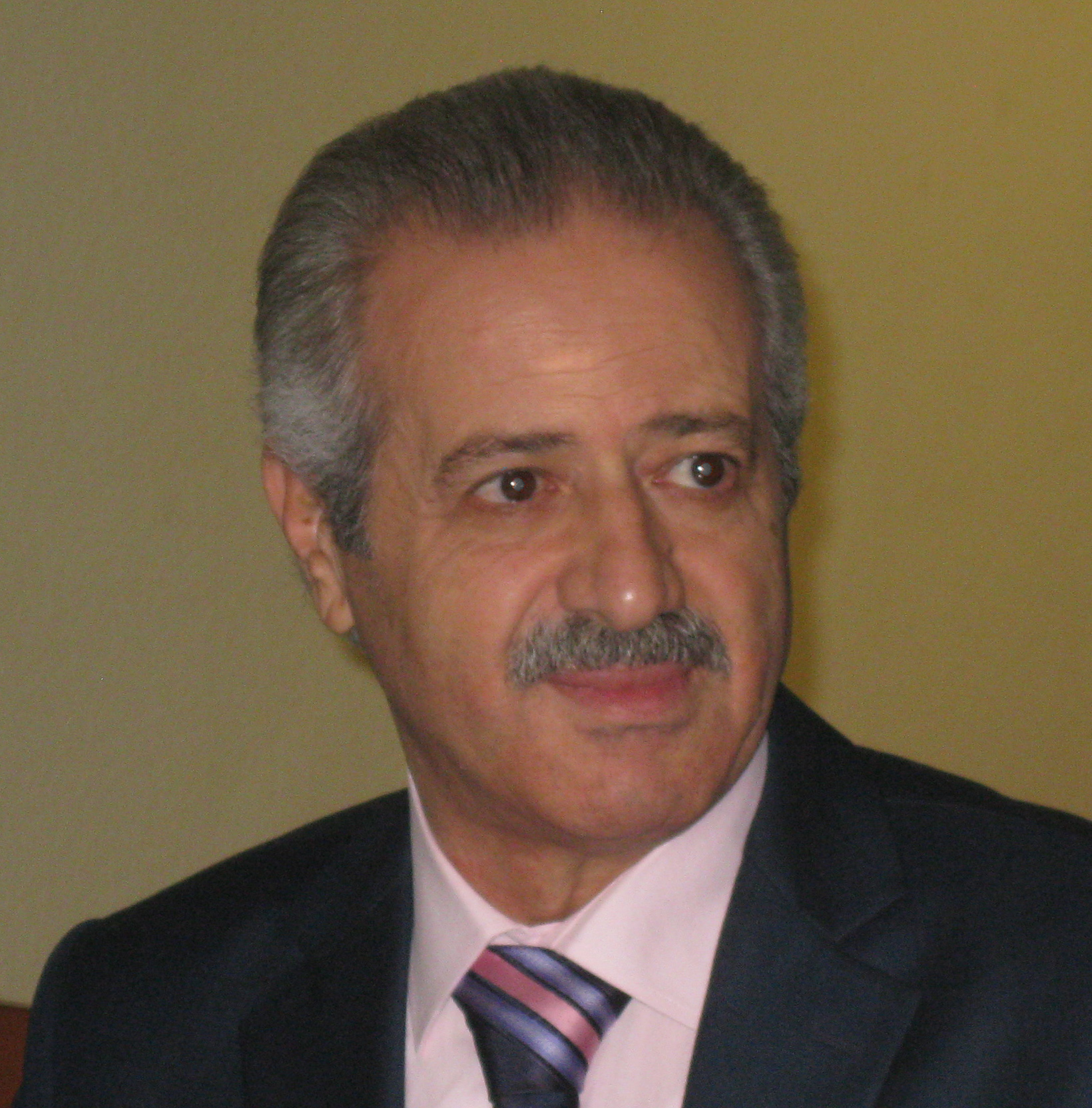
ムハンマド・ファーリス／4月19日没

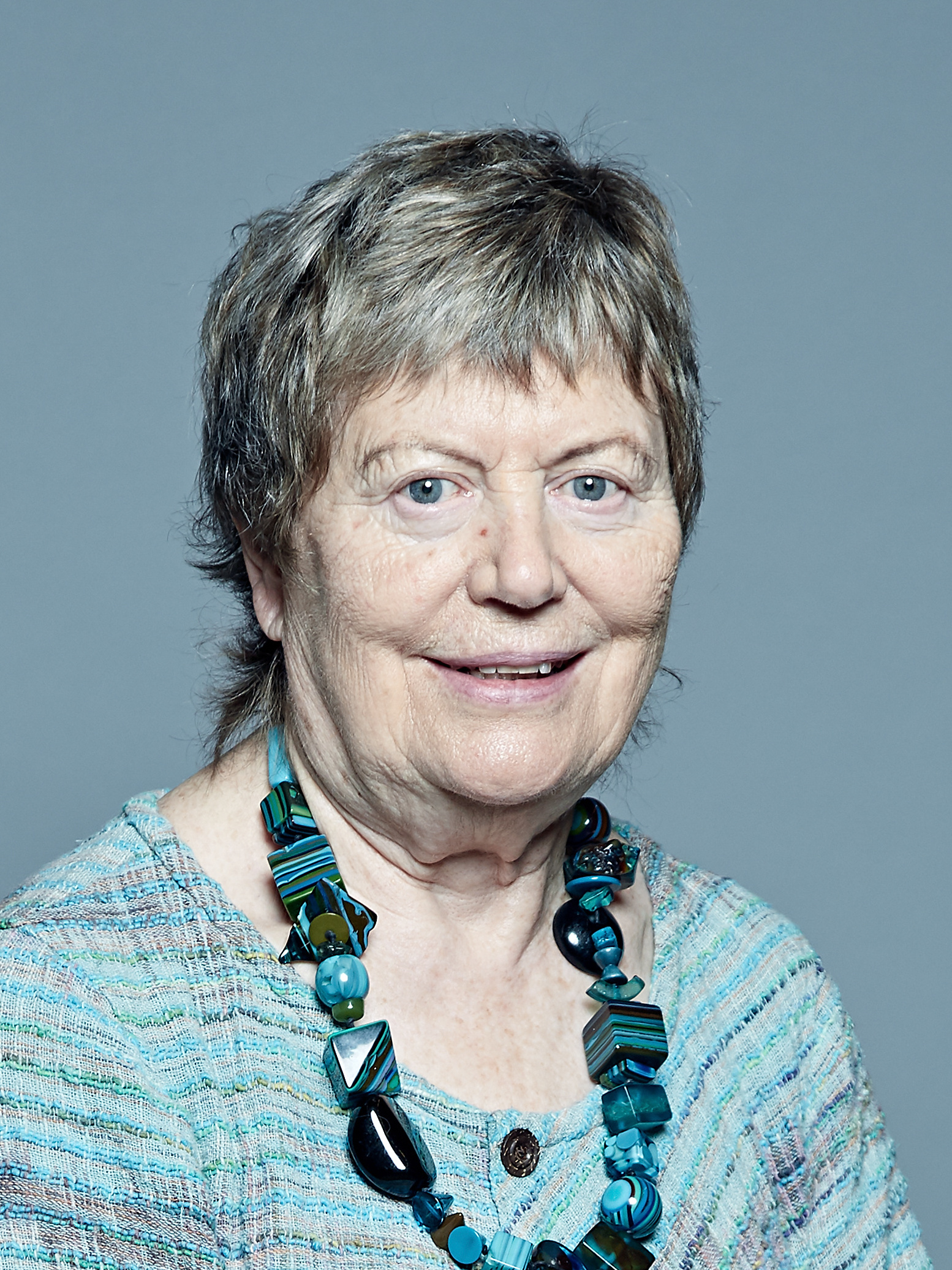
ドリーン・マッシー／4月20日没

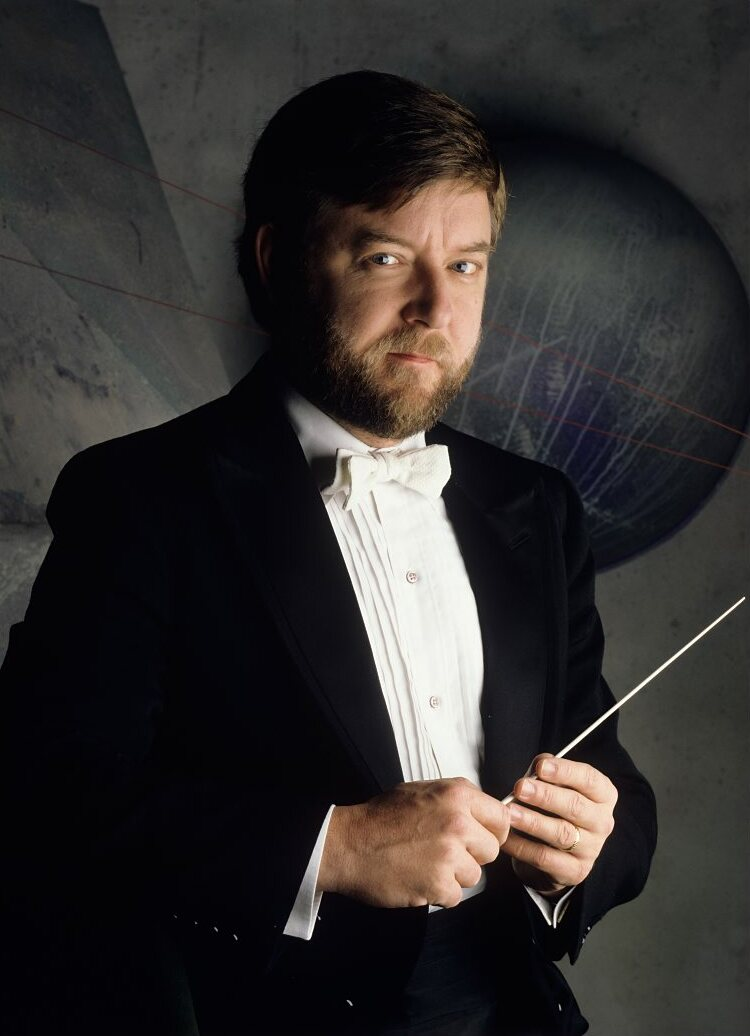
アンドリュー・デイヴィス／4月20日没

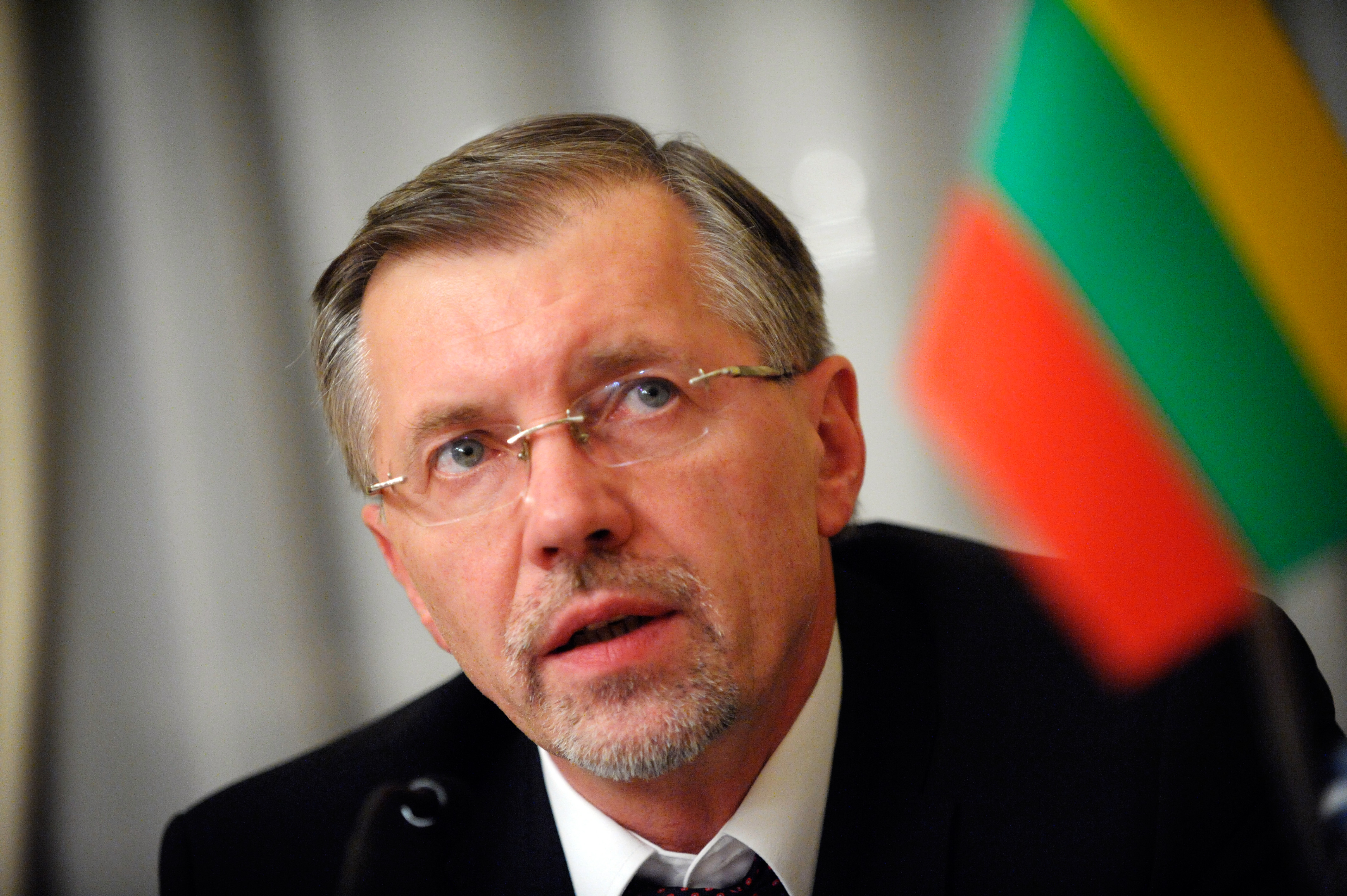
ゲディミナス・キルキラス／4月20日没

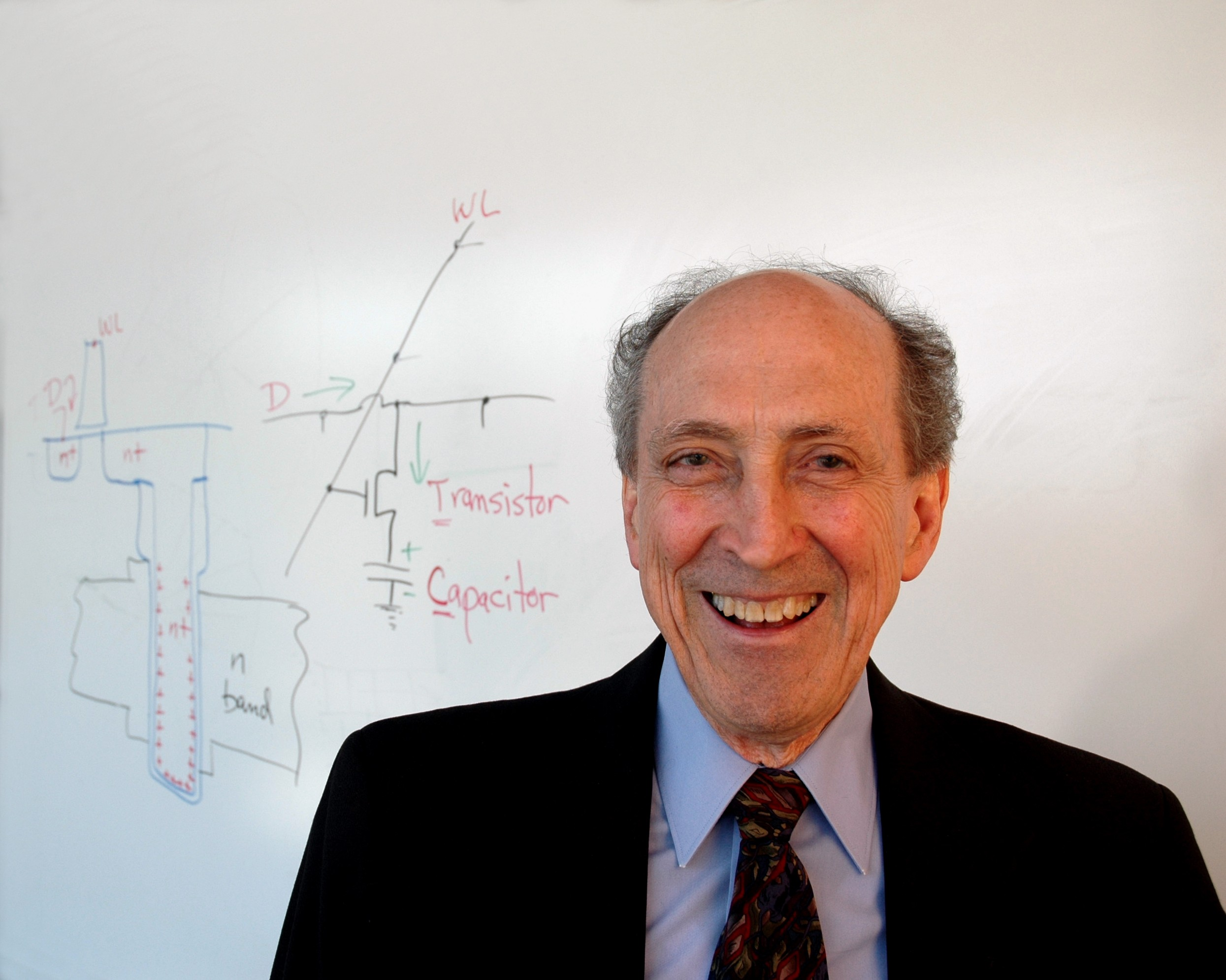
ロバート・デナード／4月23日没

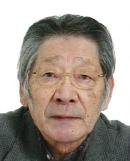
笠谷幸生／4月23日没

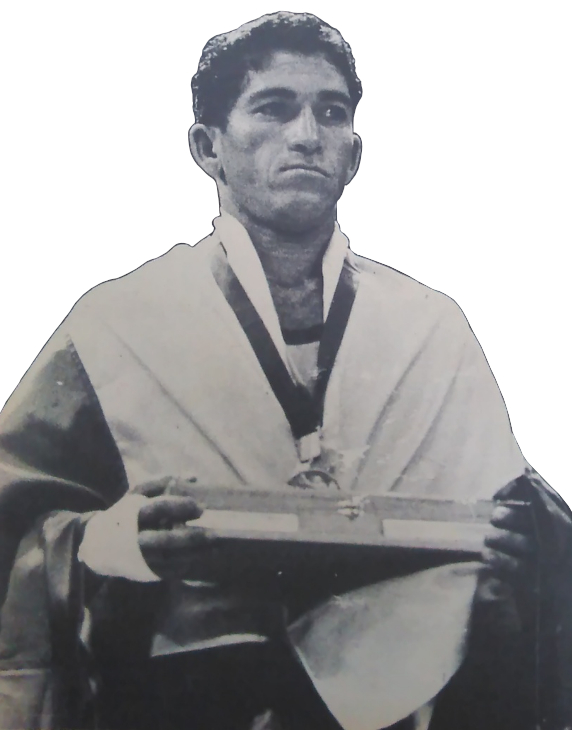
フランシスコ・ロドリゲス／4月23日没

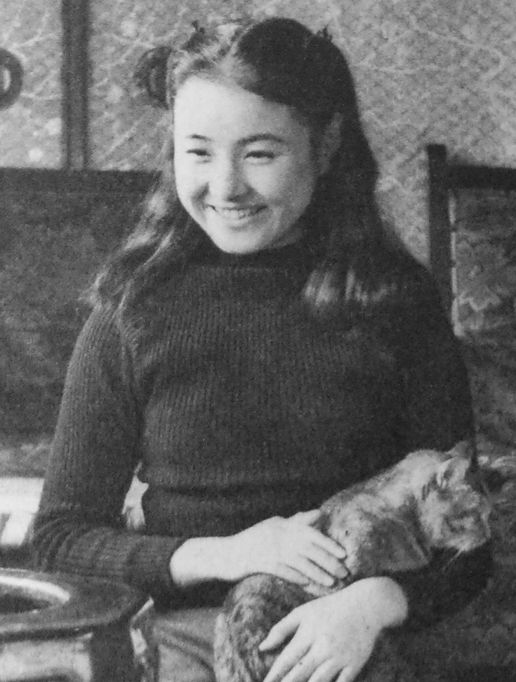
丘さとみ／4月24日没

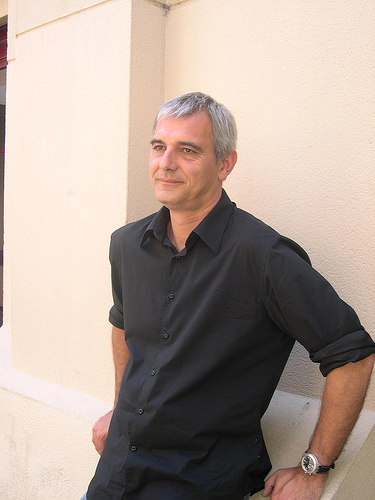
ローラン・カンテ／4月25日没

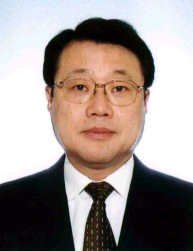
坂篤郎／4月29日没

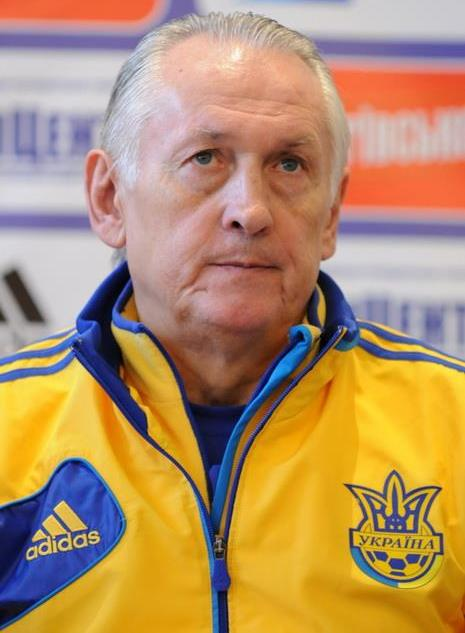
ミハイロ・フォメンコ／4月29日没

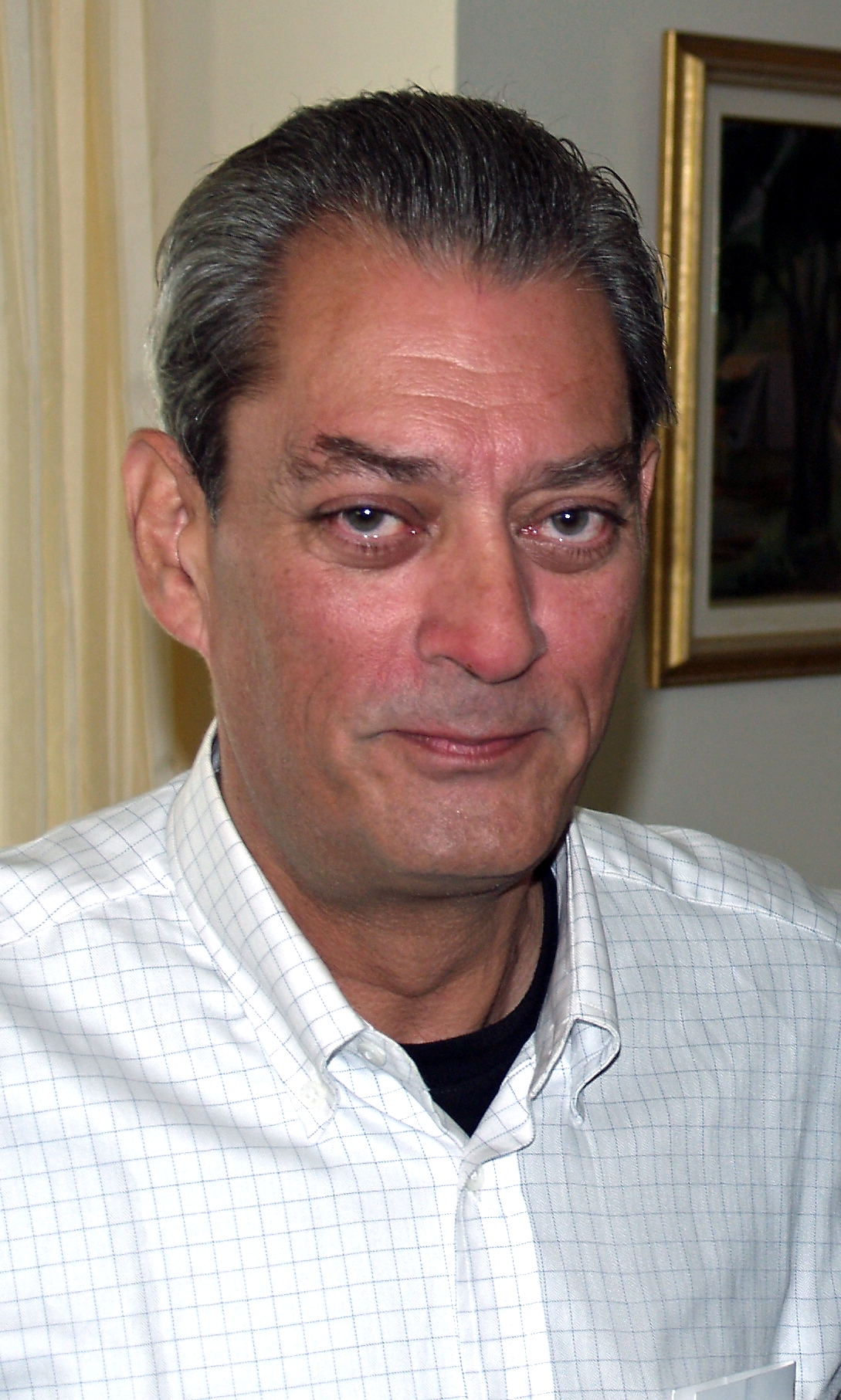
ポール・オースター／4月30日没

- 4月16日 - カール・アースキン（英語版）、アメリカ合衆国の元プロ野球選手【ブルックリン/ロサンゼルス・ドジャース所属】（* 1926年）[159]
- 4月16日 - ニュートン・ダ・コスタ（英語版）、ブラジルの数学者（* 1929年）[160]
- 4月16日 - A・T・アリヤラトネ、スリランカの社会活動家、サルボダヤ・シュラマダーナ運動（英語版）の創始者（* 1931年）[161]
- 4月16日 - 大脇保彦、日本の歴史家、高知大学名誉教授（* 1931年）[162]
- 4月16日 - 鈴木俊光、日本の法学者、明治大学名誉教授、元明治大学法制研究所所長（* 1931年）[163]
- 4月16日 - 孫伯翔（中国語版）、中華人民共和国の書家（* 1934年）[164]
- 4月16日 - 傅申（中国語版）、中華民国（台湾）、中華人民共和国の芸術史学者、書画鑑定家、書画家（* 1936年）[165]
- 4月16日 - ボブ・グレアム（英語版）、アメリカ合衆国の政治家、元フロリダ州知事、元上院議員（* 1936年）[166]
- 4月16日 - ロバート・アダムズ（英語版）、アメリカ合衆国の哲学者（* 1937年）[167]
- 4月16日 - ロドニー・グールド、イギリスの元オートバイレーサー（* 1943年）[168]
- 4月16日 - 鈴木弘治、日本の実業家、元高島屋代表取締役会長（* 1945年）[169]
- 4月16日 - ジョゼップ・マリア・テリカブラス（英語版）、スペインの哲学者、政治家、ジローナ大学名誉教授、元欧州議会議員（* 1946年）[170]
- 4月16日（訃報発表日） - ヴィンセント・フリール（英語版）、イギリスの俳優（* 1960年）[171]
- 4月16日 - ウラジーミル・アンドレエフ（英語版）、ロシアの競歩選手、2000年オリンピック銅メダリスト（* 1966年）[172]
- 4月17日 - 朴肯植、大韓民国の政治家、元科学技術処（朝鮮語版）長官、元韓国標準研究所（朝鮮語版）所長（* 1934年）[173]
- 4月17日 - 尹汝訓、大韓民国の政治家、元国会議員（* 1937年）[174]
- 4月17日 - 木村茂、日本の実業家、木村証券会長（* 1937年）[175]
- 4月17日 - 才口千晴、日本の弁護士、元最高裁判所判事（* 1938年）[176]
- 4月17日 - チップス・ケズウィック（英語版）、イギリスの銀行家、元アーセナルFC会長（* 1940年）[177]
- 4月17日 - コリン・ギルトラップ（英語版）、ニュージーランドの実業家、慈善家（* 1940年）[178]
- 4月17日 - ヨセフ・クルップ（英語版）、マレーシアの政治家、元首相府長官、元代議院議員、元サバ州副首相（* 1944年）[179]
- 4月17日（訃報発表日） - ニール・ロジャーズ（英語版）、オーストラリアの競泳選手（* 1953年）[180]
- 4月17日 - 胡必亮（中国語版）、中華人民共和国の経済学者、北京師範大学「一帯一路」研究院執行院長（* 1961年）[181]
- 4月17日 - MILKDOT、日本のボカロP、シンガーソングライター （* 2003年）[182]
- 4月18日 - 堀川清司、日本の土木工学者、元埼玉大学・武蔵工業大学学長、東京大学名誉教授（* 1927年）[183]
- 4月18日 - 増井禎夫、日本出身のカナダの細胞生物学者、トロント大学名誉教授、王立協会フェロー（* 1931年）[184]
- 4月18日 - 山本圭子、日本の声優、ナレーター（* 1940年）[185][186]
- 4月18日 - 中村作栄、日本のニュースデスク、報道記者（* 1940年?）[187]
- 4月18日 - ロバート・オクスナム、アメリカ合衆国の中国学者、作家、芸術家、元アジア協会（英語版）会長（* 1942年）[188]
- 4月18日 - ディッキー・ベッツ、アメリカ合衆国の歌手、ソングライター、ギタリスト、「オールマン・ブラザーズ・バンド」の元メンバー（* 1943年）[189]
- 4月18日 - 洪世和、大韓民国の作家、ジャーナリスト、社会活動家、元進歩新党共同代表（* 1947年）[190]
- 4月18日 - ジャック・グリーン（英語版）、イギリスのミュージシャン、ソングライター（* 1951年）[191]
- 4月18日 - パルヴィズ・ダヴーディ（英語版）、イランの経済学者、政治家、公益判別会議議員、元第一副大統領（* 1952年）[192]
- 4月18日 - フランシス・オゴラ（英語版）、ケニアの軍人、ケニア国防軍（英語版）司令官（* 1962年）[193]
- 4月18日 - マンディーサ、アメリカ合衆国のキリスト教音楽の歌手、ソングライター（* 1976年）[194]
- 4月19日 - 粟津則雄、日本の文芸評論家、フランス文学者（* 1927年）[195]
- 4月19日 - 小山鐵夫、日本の植物学者、高知県立牧野植物園名誉園長、元ニューヨーク市立大学教授（* 1933年）[196]
- 4月19日 - 調佳智雄、日本のフランス語学者、フランス文学者、早稲田大学名誉教授（* 1934年）[197]
- 4月19日 - ダニエル・デネット、アメリカ合衆国の哲学者、タフツ大学名誉教授（* 1942年）[198]
- 4月19日 - ジークフリート・キルシェン（英語版）、東ドイツ、ドイツのサッカー審判員（* 1943年）[199]
- 4月19日（訃報発表日） - クレス・フェルボム（英語版）、スウェーデンの芸術監督、フォルクオペラ歌劇場の創業者（* 1943年）[200]
- 4月19日 - 竹内克之、日本の実業家、旭食品相談役・第4代社長（* 1945年）[201]
- 4月19日 - マルコス・リバス（英語版）、メキシコの元プロサッカー選手、元同国代表（* 1947年）[202]
- 4月19日 - マイケル・カスクーナ、アメリカ合衆国のジャズ・レコード・プロデューサー、ブルー・ノート・レコードのディスコグラファー（* 1948年）[203]
- 4月19日 - ムハンマド・ファーリス、シリアの宇宙飛行士（* 1951年）[204]
- 4月19日 - 中越信和、日本の生態学者、広島大学名誉教授（* 1951年）[205]
- 4月19日（訃報発表日） - デーヴ・マッカーティ（英語版）、アメリカ合衆国の元プロ野球選手（* 1969年）[206]
- 4月19日 - マクスウェル・アザレロ（英語版）、アメリカ合衆国の政治活動家、抗議者、陰謀論者（* 1987年）[207]
- 4月20日 - 高田芳行、日本の実業家、SMC名誉会長（* 1926年）[208]
- 4月20日 - 各務芳樹、日本の実業家、元竹田印刷社長（* 1927年?）[209]
- 4月20日 - デイヴィッド・プライアー（英語版）、アメリカ合衆国の政治家、元アーカンソー州知事、元上院・下院議員（* 1934年）[210]
- 4月20日 - 朴相大（朝鮮語版）、大韓民国の遺伝子工学者、分子細胞生物学者、ソウル大学校名誉教授（* 1937年）[211]
- 4月20日 - ドリーン・マッシー、イギリスの政治家、貴族院議員（* 1938年）[212]
- 4月20日 - パウリ・シートネン（英語版）、フィンランドの元クロスカントリースキー選手（* 1938年）[213]
- 4月20日 - 木島俊介、日本の美術評論家、共立女子大学名誉教授、元ポーラ美術館館長（* 1939年）[214]
- 4月20日（訃報発表日） - アントニオ・カンタフォーラ（英語版）、イタリアの俳優（* 1944年）[215]
- 4月20日 - アンドリュー・デイヴィス、イギリスの指揮者（* 1944年）[216]
- 4月20日 - ゲディミナス・キルキラス、リトアニアの政治家、元首相・国防相、元セイマス議員（* 1951年）[217]
- 4月20日 - 小林久起、日本の法曹、仙台高等裁判所判事（* 1960年）[218]
- 4月20日 - キリアン・アモン（wikidata）、フランスの音楽プロデューサー（* 1987年）[219]
- 4月20日 - クリス・キング（英語版）、アメリカ合衆国のラッパー（* 1991年）[220]
- 4月21日 - ロエダード・ハーン（英語版）、パキスタンの政治家、官僚、元説明責任相、元内務長官（* 1923年）[221]
- 4月21日 - ジェローム・ローゼンバーグ（英語版）、アメリカ合衆国の詩人（* 1931年）[222]
- 4月21日 - 大西章、日本の実業家、元東洋建設社長（* 1931年?）[223]
- 4月21日 - フジコ・ヘミング、日本のピアニスト（* 1931年）[224]
- 4月21日 - アンヘル・アランダ（英語版）、スペインの俳優（* 1934年）[225]
- 4月21日 - テリー・アンダーソン（英語版）、アメリカ合衆国のジャーナリスト、元AP通信記者（* 1947年）[226]
- 4月21日 - 岡田充、日本のジャーナリスト、元共同通信記者・特別論説委員（* 1948年）[227][228]
- 4月21日 - 馬場喜子、日本のピアニスト、音楽教育者、大阪音楽大学名誉教授（* 生年不詳）[229]
- 4月22日 - 金泰龍、大韓民国の政治家、元国会議員（* 1934年）[230]
- 4月22日 - フィリップ・ローデンバック（英語版）、フランスの俳優（* 1936年）[231]
- 4月22日 - 室谷千英、日本の地方公務員、元神奈川県副知事（* 1937年?）[232]
- 4月22日 - ミヒャエル・フェアヘーフェン（英語版）、ドイツの映画製作者（* 1938年）[233]
- 4月22日（訃報発表日） - チャン・ロメロ（英語版）、アメリカ合衆国のシンガーソングライター（* 1941年）[234]
- 4月22日 - 岩本久人、日本の政治家、元参議院議員、元島根県議会議員【日本社会党所属】（* 1943年）[235]
- 4月22日 - 三好美智子、日本の女優（* 1943年）[236]
- 4月23日 - テリー・カーター（英語版）、アメリカ合衆国の俳優（* 1928年）[237]
- 4月23日 - ロバート・デナード、アメリカ合衆国の電気工学者、DRAMの発明者（* 1932年）[238]
- 4月23日 - 安啓元（中国語版）、中華人民共和国の政治家、元中国共産党陝西省委員会書記、元国家地震局局長（* 1933年）[239]
- 4月23日 - 盧在鳳、大韓民国の国際政治学者、政治家、元国務総理、元国会議員（* 1936年）[240]
- 4月23日 - 尾崎吉弘、日本の政治家、元和歌山県和歌山市長、元和歌山県議会議員、元和歌山市議会議員（* 1936年）[241]
- 4月23日 - ジョージ・ベイカー（英語版）、イギリスの元プロサッカー選手、元ウェールズ代表（* 1936年）[242]
- 4月23日 - 韓大鉉（朝鮮語版）、大韓民国の法曹、元憲法裁判所裁判官（* 1941年）[243]
- 4月23日 - 山下英生、日本の情報学者、広島大学名誉教授（* 1941年）[244]
- 4月23日 - 笠谷幸生、日本のスキージャンプ選手、1972年冬季オリンピック金メダリスト（* 1943年）[245]
- 4月23日 - フランシスコ・ロドリゲス、ベネズエラのボクサー、1968年オリンピック金メダリスト（* 1945年）[246]
- 4月24日 - 丘さとみ、日本の女優（* 1935年）[247]
- 4月24日 - ナンシー・ドリアン（英語版）、アメリカ合衆国の言語学者、ブリンマー大学名誉教授（* 1936年）[248]
- 4月24日 - マイク・ピンダー（英語版）、イギリスのロック・ミュージシャン、キーボーディスト、「ムーディー・ブルース」のメンバー（* 1941年）[249]
- 4月24日 - マーガレット・リー（英語版）、イギリスの女優（* 1943年）[250]
- 4月24日 - ロン・セルード（英語版）、アメリカ合衆国のプロゴルファー（* 1945年）[251]
- 4月24日 - ニック・フィップス（英語版）、イギリスのボブスレー選手（* 1952年）[252]
- 4月24日 - ドナルド・ペイン・ジュニア（英語版）、アメリカ合衆国の政治家、下院議員（* 1958年）[253]
- 4月25日 - 狩俣真彦、日本の経済学者、沖縄大学元学長・名誉教授（* 1931年）[254]
- 4月25日 - 植田道雄、日本の実業家、四国化工機創業者・名誉会長（* 1931年）[255]
- 4月25日 - 欧豪年（中国語版）、台湾の水墨画家（* 1935年）[256]
- 4月25日（訃報発表日） - チャーリー・ハーリー（英語版）、アイルランドの元プロサッカー選手、指導者、元同国代表（* 1936年）[257]
- 4月25日 - エルミラ・シュレイマノワ（英語版）、アゼルバイジャンの公務員、元オンブズマン（* 1937年）[258]
- 4月25日 - マーラ・アダムズ（英語版）、アメリカ合衆国の女優（* 1938年）[259]
- 4月25日 - 新崎松秀、日本の琉球民謡歌手、琉球民謡伝統協会会長（* 1939年?）[260]
- 4月25日 - 小久保歓、日本の実業家、小久保製氷冷蔵会長（* 1941年?）[261]
- 4月25日 - 都平健二、日本の元レーシングドライバー（* 1941年）[262]
- 4月25日 - アンドラーシュ・フェレンツ（英語版）、ハンガリーの映画監督、脚本家、映画プロデューサー（* 1942年）[263]
- 4月25日 - 朴勝椿（朝鮮語版）、大韓民国の元陸軍軍人、政治家、元国家報勲処長官（* 1947年）[264]
- 4月25日 - ローラン・カンテ、フランスの映画監督（* 1961年）[265]
- 4月26日 - 加藤常昭、日本のキリスト教神学者、説教師（* 1929年）[266]
- 4月26日 - 桂由美、日本のファッションデザイナー（* 1930年）[267]
- 4月26日 - セルヒオ・デ・カストロ（英語版）、チリの経済学者、政治家、実業家、銀行家、元財務相・経済相（* 1930年）[268]
- 4月26日 - デイヴィッド・ジョン・オサリヴァン、ニュージーランドの調教師（* 1933年）[269]
- 4月26日 - 上松瀬勝男、日本の医学者、日本大学名誉教授（* 1938年）[270]
- 4月26日 - 前川芳男、日本のプロ野球審判員、元パシフィック・リーグ審判部長（* 1941年）[271]
- 4月26日 - ソヌ・ワン（朝鮮語版）、大韓民国の映画監督、テレビドラマ演出家（* 1948年）[272]
- 4月26日 - 三迫将弘、日本の元プロボクサー、ボクシング指導者（* 1952年）[273]
- 4月26日 - take4、日本のソングライター、音楽プロデューサー（* 1982年）[274]
- 4月27日 - フランシスコ・リコ・マンリケ（英語版）、スペインの文献学者、スペイン王立アカデミーメンバー（* 1942年）[275]
- 4月27日 - チャン・ウ（朝鮮語版）、大韓民国の歌手（* 1942年）[276]
- 4月27日 - 鄭鍾煥（朝鮮語版）、大韓民国の公務員、政治家、元国土海洋部長官、元鉄道庁長（* 1946年または1948年）[277]
- 4月27日 - ジャン・ミュジー、フランスの作曲家、編曲家、ミュージシャン（* 1947年）[278]
- 4月27日 - C・J・サンソム、イギリスの作家（* 1952年）[279]
- 4月27日 - 池田孝、日本の競馬調教師【神奈川県川崎競馬組合所属】（* 1967年）[280]
- 4月28日 - 坂根厳夫、日本のジャーナリスト、元朝日新聞編集委員、元慶應義塾大学教授（* 1930年）[281]
- 4月28日（訃報発表日） - ゲオルギー・モンゾレフスキー（英語版）、ソビエト連邦の元バレーボール選手、元同国代表、1964年・1968年オリンピック金メダリスト（* 1934年）[282]
- 4月28日 - 万恵霖（中国語版）、中華人民共和国の物理化学者、厦門大学教授（* 1938年）[283]
- 4月28日 - ジルベルト・ノレッティ（英語版）、イタリアの元プロサッカー選手（* 1941年）[284]
- 4月28日 - ウィリアム・カリー、アメリカ合衆国の元陸軍軍人、アメリカ陸軍中尉、殺人犯【ソンミ村虐殺事件】（* 1943年）[285]
- 4月28日 - 佐々木常夫、日本の実業家、元東レ取締役、元東レ経営研究所社長（* 1944年）[286]
- 4月28日 - 星野富弘、日本の画家、詩人（* 1946年）[287]
- 4月28日 - アラン・スカーフ（英語版）、イギリス出身のカナダの俳優（* 1946年）[288]
- 4月28日 - 山仲善彰、日本の政治家、元地方公務員、元滋賀県野洲市長（* 1950年）[289]
- 4月28日（遺体発見日） - アンドレイ・トロピロ（英語版、ロシア語版）、ソビエト連邦、ロシアの音楽プロデューサー、ミュージシャン（* 1951年）[290]
- 4月28日 - モンティ・ジョーンズ（英語版）、シエラレオネの育種学者、農学者、政治家、元農林食品安全相（* 1951年）[291]
- 4月28日 - ブライアン・マッカーディー（英語版）、イギリスの俳優（* 1965年）[292]
- 4月28日 - 渡邉藤男、日本の競輪選手（* 1966年）[293]
- 4月29日 - 劉毅（中国語版）、中華人民共和国の政治家、官僚、元中華人民共和国商業部（中国語版）部長、元中華人民共和国国家観光局局長、元中国共産党中央委員会候補委員（* 1930年）[294]
- 4月29日 - フェルナンド・スアレス・ゴンサレス（英語版）、スペインの政治家、元副首相・労働相、元欧州議会議員、元下院議員（* 1933年）[295]
- 4月29日（訃報発表日） - ジャン＝ピエール・ジュディセリ、フランスの近代五種競技選手、1968年オリンピック銅メダリスト（* 1943年）[296]
- 4月29日 - 安原浩、日本の弁護士、元裁判官（* 1943年）[297]
- 4月29日 - ナンシー・E・グウィン（英語版）、アメリカ合衆国の司書、元スミソニアン図書館（英語版）館長（* 1945年）[298]
- 4月29日 - 坂篤郎、日本の元大蔵官僚、元内閣府審議官、元内閣官房副長官補、元日本郵政社長（* 1947年）[299]
- 4月29日 - ミハイロ・フォメンコ、ソビエト連邦、ウクライナの元プロサッカー選手、指導者、元ソビエト連邦代表、元ウクライナ代表監督、1976年オリンピック銅メダリスト（* 1948年）[300]
- 4月29日 - ハマン・アダマ（英語版、フランス語版）、カメルーンの政治家、元教育相（* 1950年）[301]
- 4月29日（訃報発表日） - アンドリス・ヴィルクス（英語版）、ラトビアの政治家、元財務相（* 1963年）[302]
- 4月29日（遺体発見日） - ディンガーン・トベラ、南アフリカ共和国の元プロボクサー、元世界ボクシング機構・世界ボクシング協会世界ライト級チャンピオン、元世界ボクシング評議会世界スーパーミドル級チャンピオン（* 1966年）[303]
- 4月29日（訃報発表日） - ビリー・レイル（英語版）、アメリカ合衆国のプロレスラー（* 1979年）[304]
- 4月30日 - 田村はつゑ、日本の調理師、はっちゃんショップ経営者（* 1935年）[305]
- 4月30日 - 安京鎮、大韓民国の公務員、政治家、元江原道知事、元安養市長、元麟蹄郡・華川郡郡守（* 1936年）[306]
- 4月30日 - デュアン・エディ（英語版）、アメリカ合衆国のギタリスト（* 1938年）[307]
- 4月30日 - ステファノ・ステファニ（英語版、イタリア語版）、イタリアの政治家、元元老院・代議院議員、元北部同盟連邦党主席（* 1938年）[308]
- 4月30日 - オユーンチメグ（中国語版）、中華人民共和国の政治家、元全国人民代表大会常務委員会副委員長・全国人民代表大会代表、元中国共産党中央委員会委員、元内モンゴル自治区主席（* 1942年）[309]
- 4月30日（訃報発表日） - アンドリュー・スタネル（英語版）、イギリスの政治家、貴族院議員、元庶民院議員（* 1942年）[310]
- 4月30日 - ポール・オースター、アメリカ合衆国の小説家、回顧録作家、脚本家、詩人（* 1947年）[311]
- 4月30日 - 武田花、日本の写真家、エッセイスト（* 1951年）[312]
- 4月30日 - 今江冬子、日本の女優（* 1963年）[313]

## 没日不明
- 4月初 - 島岡丘、日本の英語学者、筑波大学名誉教授（* 1932年）[314]
- 4月中 - レイナー・サックス（英語版）、ドイツ出身のアメリカ合衆国の相対性理論学者、宇宙学者、天体物理学者、計算生物学者、放射線生物学者、元カリフォルニア大学バークレー校教授（* 1932年）[315]